# Autoradio
 (novembre 2020).
Si vous disposez d'ouvrages ou d'articles de référence ou si vous connaissez des sites web de qualité traitant du thème abordé ici, merci de compléter l'article en donnant les références utiles à sa vérifiabilité et en les liant à la section « Notes et références ».
L'autoradio est le composant central d'un système de reproduction sonore installé dans un véhicule, le plus souvent de type automobile, bien qu'on en trouve aussi à bord d'autocars, camions, bateaux, engins de chantiers ou agricole, de caravanes, etc. Il permet d'écouter des émissions radiophoniques et, depuis les premiers essais menés avec des disques microsillon dans les années 1950, des enregistrements sonores analogiques ou numériques sur divers supports selon l'époque : cartouche audio, cassette audio, disque compact, clé USB, smartphone via une connexion Bluetooth, etc.
Le mot « autoradio » est formé des deux noms féminins « auto » et « radio », mais, le genre masculin du poste autoradio a finalement prévalu dans la langue française.

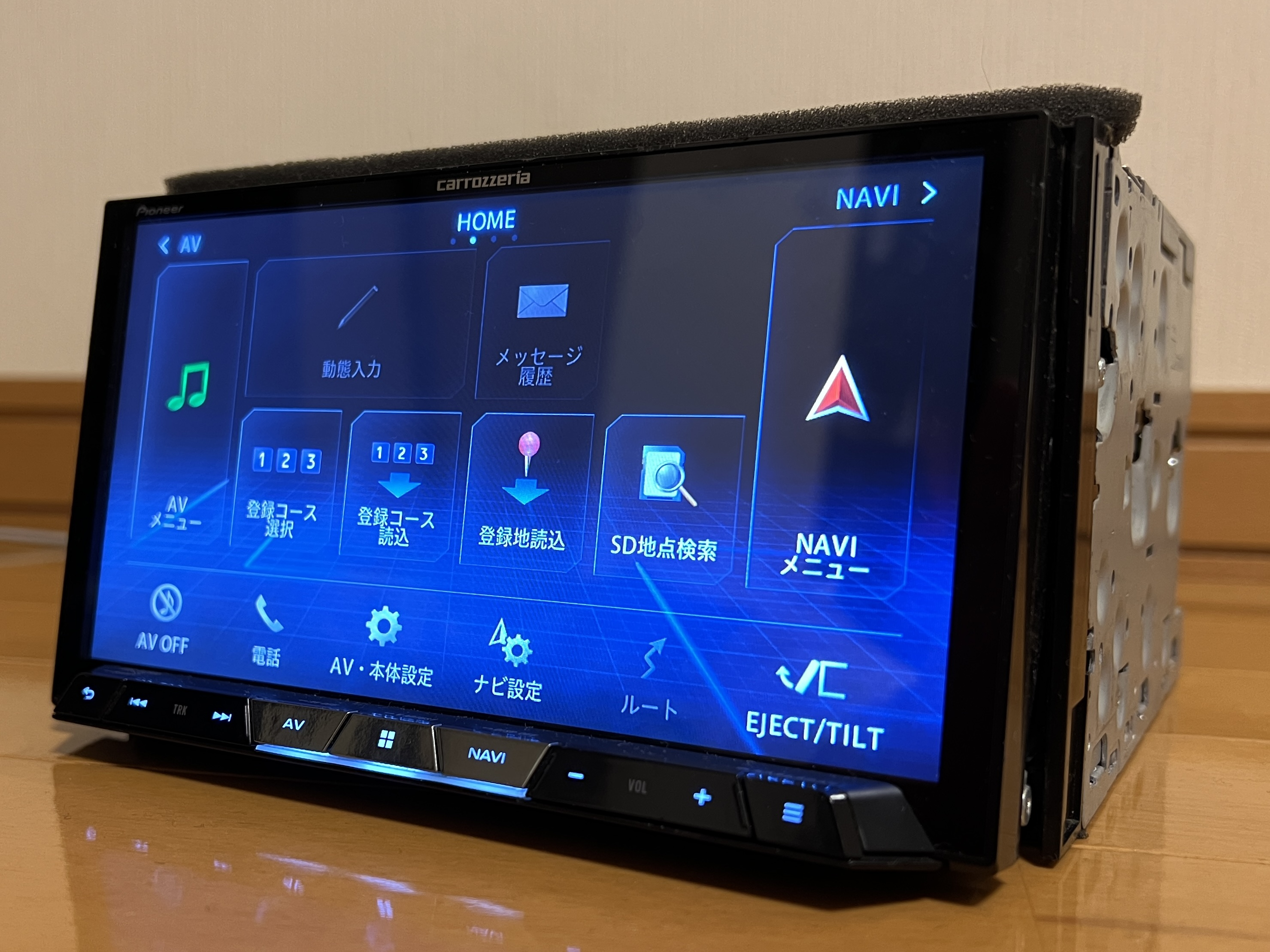
Récepteur double DIN avec grand écran tactile, DVD, 1seg, GPS et SDXC

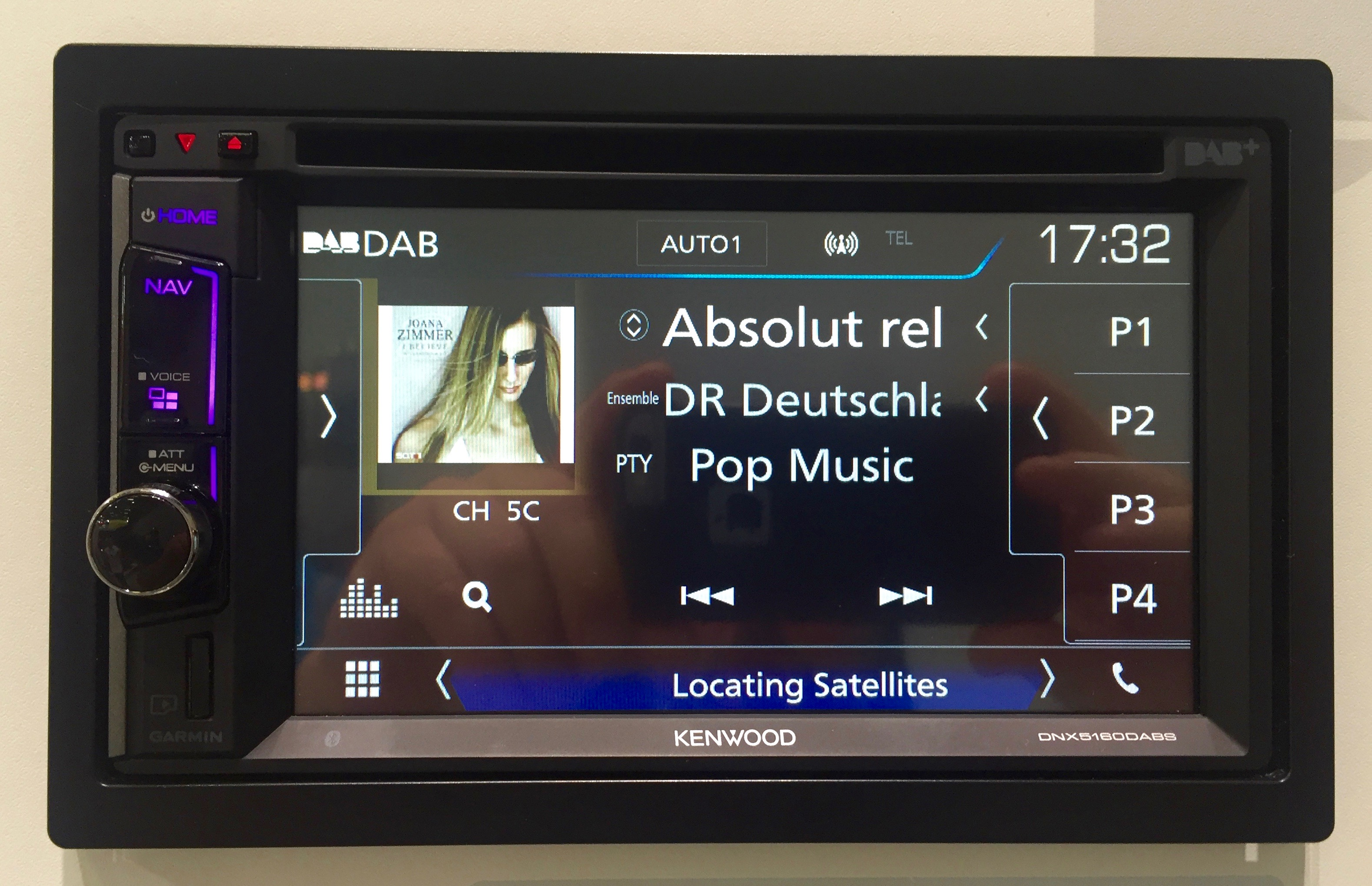
Récepteur double DIN DAB+/AM/FM/LW/CD/DVD/USB/microSDHC/GPS/Bluetooth/CarPlay/AndroidAuto

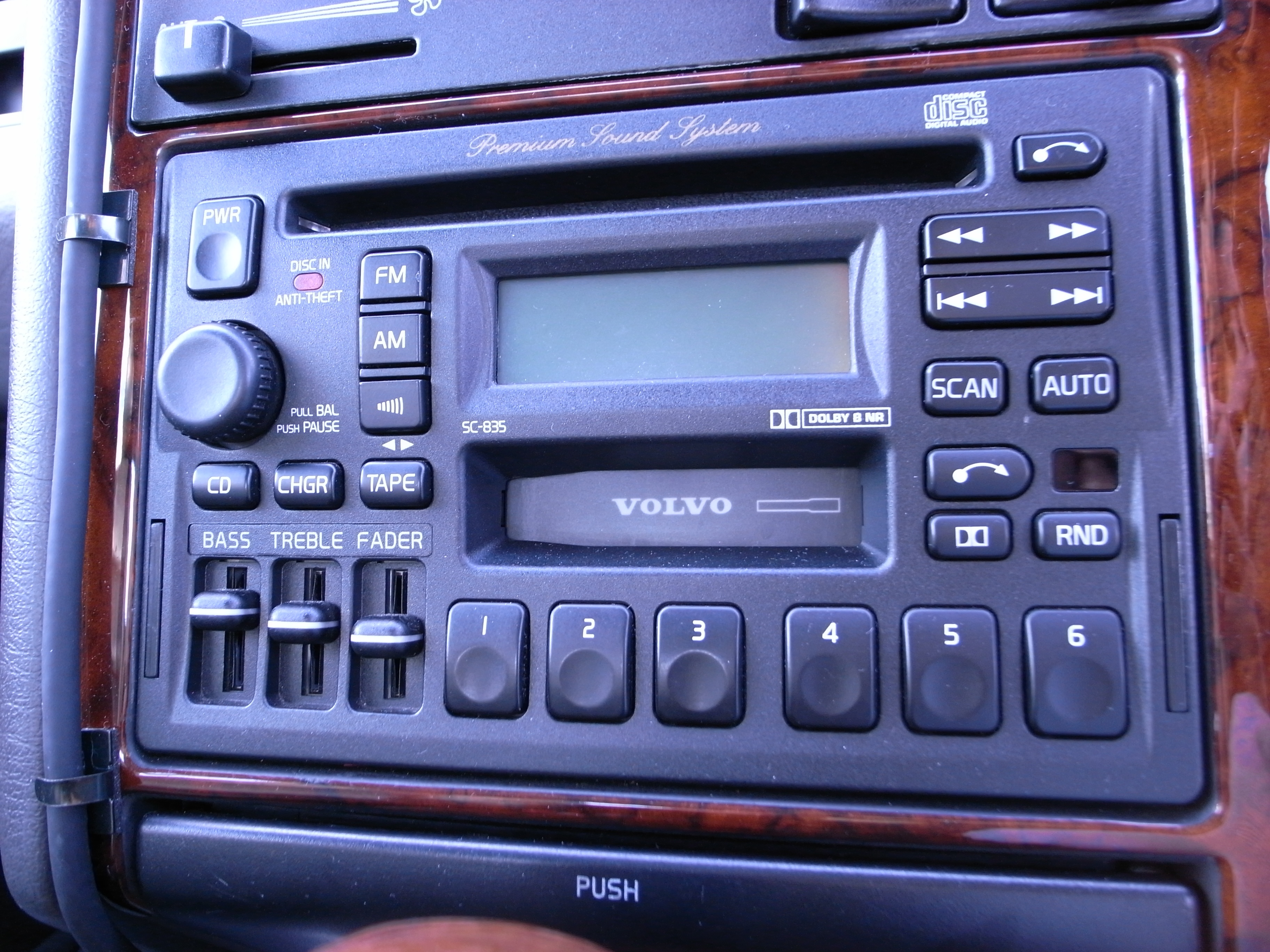
Récepteur double DIN Volvo avec CD et cassette

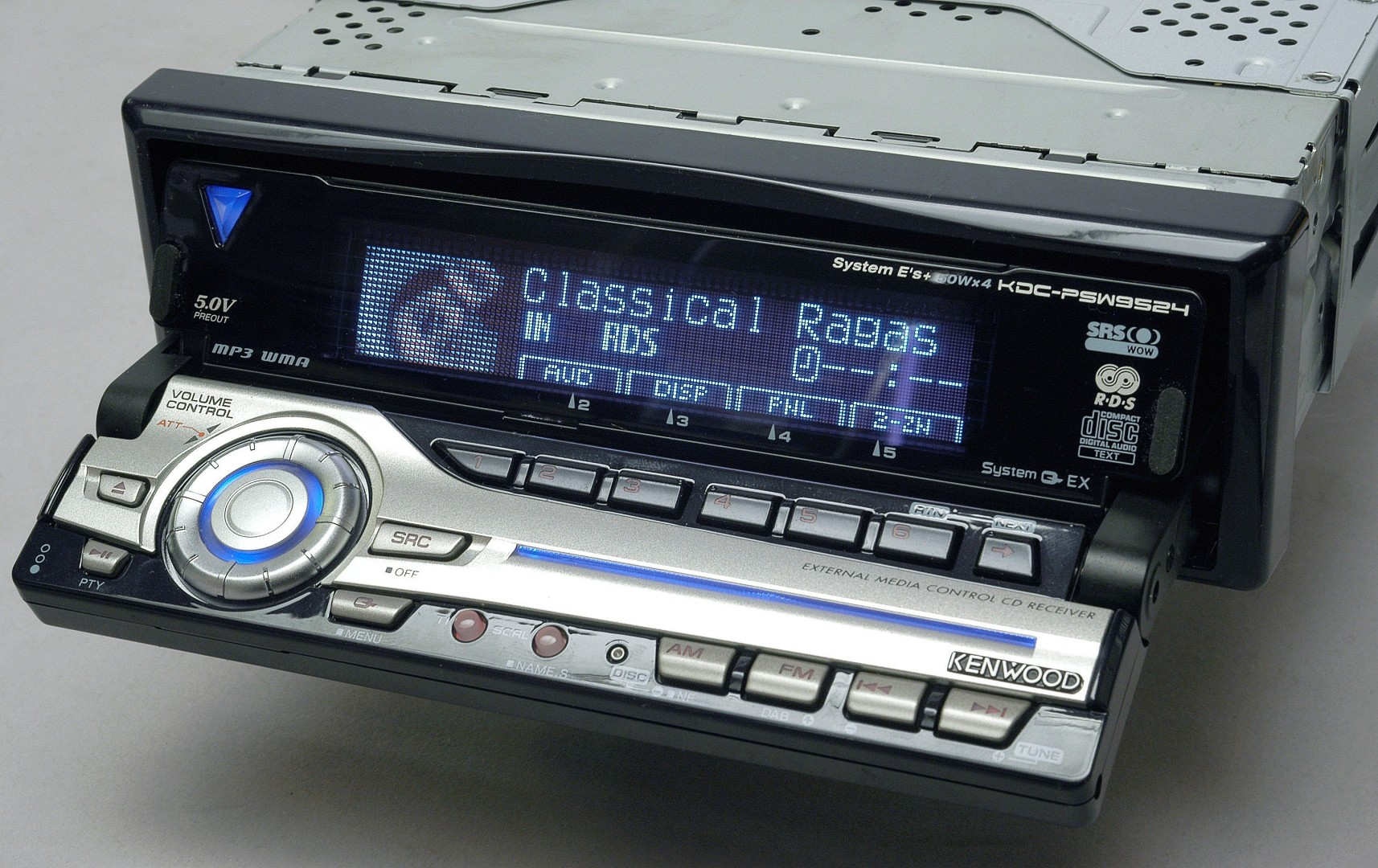
Autoradio CD simple DIN haut de gamme Kenwood de 2003.

## Historique

### Les débuts: années 1920-1960
Au milieu des années 1920 apparaissent dans les automobiles nord-américaines des récepteurs radio à lampes. Ceux-ci requièrent une double alimentation électrique : la batterie du véhicule et une seconde batterie pour la haute tension des lampes.
En Europe, le premier récepteur pouvant être raccordé sur une batterie d'automobile est mis en vente en 1932, il s'agit de l'Autosuper AS5 de Blaupunkt, un simple boîtier de forme cubique fixé sur la colonne de direction et sur lequel les seuls réglages du volume et de la station sont possibles.
Ces premiers appareils délivrent un son monophonique et la recherche des stations se fait manuellement à l'aide d'un bouton rotatif. Ce condensateur variable modifie la fréquence d'accord du récepteur radio, celle-ci étant indiquée par une aiguille se déplaçant sur un cadran gradué par bande de fréquences (grandes ondes, petites ondes et, ultérieurement, modulation de fréquence).
Des appareils destinés aux véhicules de transports en commun sont commercialisés à partir de 1948 par Clarion (développement et sortie d’un autoradio ainsi que d’un système de sonorisation pour bus) puis par Philips, en 1949. En 1955, La firme allemande Blaupunkt introduit la recherche automatique et la présélection des stations avec le modèle München pour autocars.
Les années 1960 voient l'arrivée en masse du transistor, nouveau composant qui entraîne une relative défaveur de l'autoradio, durement concurrencé par le « transistor », le récepteur radio grand public portable qui lui doit son nom. Les deux appareils sont remis en concurrence grâce à l'absence, pour les nouveaux autoradios normalisés, de tout besoin en câblage (hormis l'antenne de toit ou de gouttière), à la présence d'un antiparasitage, devenu standard sur la plupart des voitures, et à l'utilisation de condensateurs variables beaucoup plus rigides que ceux de 1930, certains à diélectrique solide.

### Vers la maturité: années 1960-1980
Avec l'apparition du transistor et sa généralisation au cours des années 1950, l'autoradio est libéré des contraintes du tube électronique et peut se développer rapidement. Ainsi, en 1971, le taux d'équipement atteint 25,9 %. Deux techniques vont contribuer à son succès. La première est la diffusion radio en modulation de fréquence (Radio FM) qui se développe au cours des années 1960, la seconde l'intégration d'un lecteur de cassette (lancée par Philips en 1963) qui permet à l'utilisateur d'écouter la musique de son choix. Rapidement, l'autoradio deviendra un combiné autoradio (associant la réception radio et la lecture de cassettes) et les autoradios simples disparaîtront peu à peu. Parallèlement, la stéréo s'est imposée et un grand nombre de modèles offrent l'amplification et le raccordement pour quatre haut-parleurs (deux avant et deux arrière). Cette formule restera inchangée (mais très perfectionnée) jusqu'à l'apparition du Compact Disc (CD) dans la seconde moitié des années 1980.

### La standardisation
Au cours des années 1960 et 1970, les automobiles offrent peu à peu un emplacement dédié à l'autoradio dans leur planche de bord. Les modèles de l'époque sont fixés par les axes des deux potentiomètres de la face avant (réglage de volume et réglage d'accord) et une patte métallique à l'arrière. Pour les véhicules ne disposant pas d'emplacement dédié, des accessoires permettent le montage sous le tableau de bord ou dans une console centrale.
Avec le développement des modèles électroniques n'utilisant pas de potentiomètres et la nécessité d'offrir un montage plus facile, une standardisation intervient en 1984 sous la forme de la norme DIN 75490, qui deviendra la norme ISO 7736. Il est ainsi possible d'intégrer facilement n'importe quel autoradio dans n'importe quel véhicule disposant d'un emplacement dans son tableau de bord. Ce n'est toutefois que la première étape de la standardisation car les raccordements électriques restent propres à chaque marque, voire chaque modèle. La seconde étape n'interviendra qu'en 1992 avec la norme ISO 10487. Les branchements essentiels s'effectuent désormais à l'aide de deux connecteurs normalisés (un pour l'alimentation, l'autre pour les haut-parleurs). La plupart des véhicules étant équipés de ces connecteurs, l'installation d'un autoradio peut s'effectuer en quelques minutes sans risque d'erreur de branchement.
La norme ISO 7736 est souvent appelée, dans la pratique, « norme DIN » ou « simple DIN » par opposition à la norme dite « double DIN » offrant une hauteur double (100 mm). En effet, la surface de façade et le volume de l'appareil ont été jugés insuffisants par de nombreux constructeurs, en particulier au Japon. Les appareils à cette norme sont courants au Japon et en Amérique du Nord, mais elle est également employée en Europe : la démocratisation des écrans de grande taille ne peut que conforter cette tendance. En dehors de la première monte, bon nombre de produits « double DIN » de seconde monte sont disponibles chez les différentes marques.
La principale différence entre un autoradio simple DIN (autoradio 1 DIN) et l'autoradio double DIN (autoradio 2 DIN) se trouve principalement au niveau de la taille. Un autoradio 1 DIN mesure en général 17,8 x 5,4 cm. Un autoradio 2 DIN fait environ le double de la hauteur d'un autoradio simple DIN, soit 17,8 x 10 cm. À noter qu'il s'agit des dimensions de la partie arrière de l'autoradio qui s'encastre dans le tableau de bord. Les dimensions et la forme de la façade apparente sont différentes d'une marque à l'autre.

#### Galerie

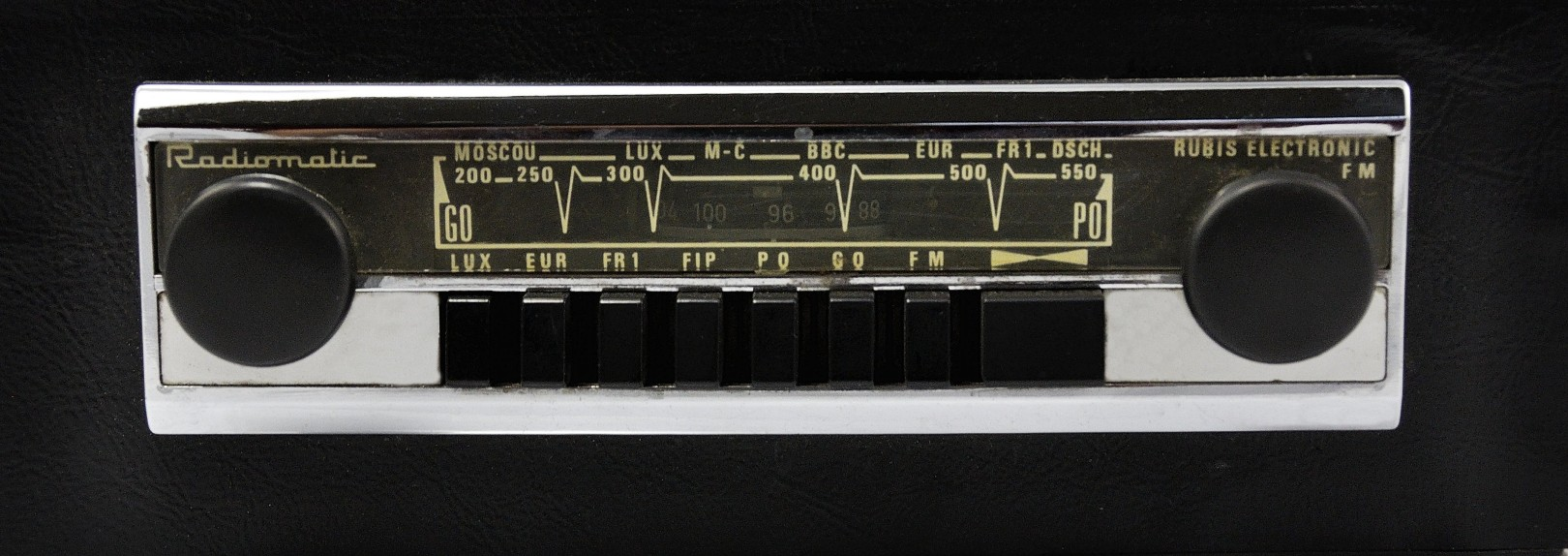
Autoradio Radiomatic des années 1970 (fabrication française)
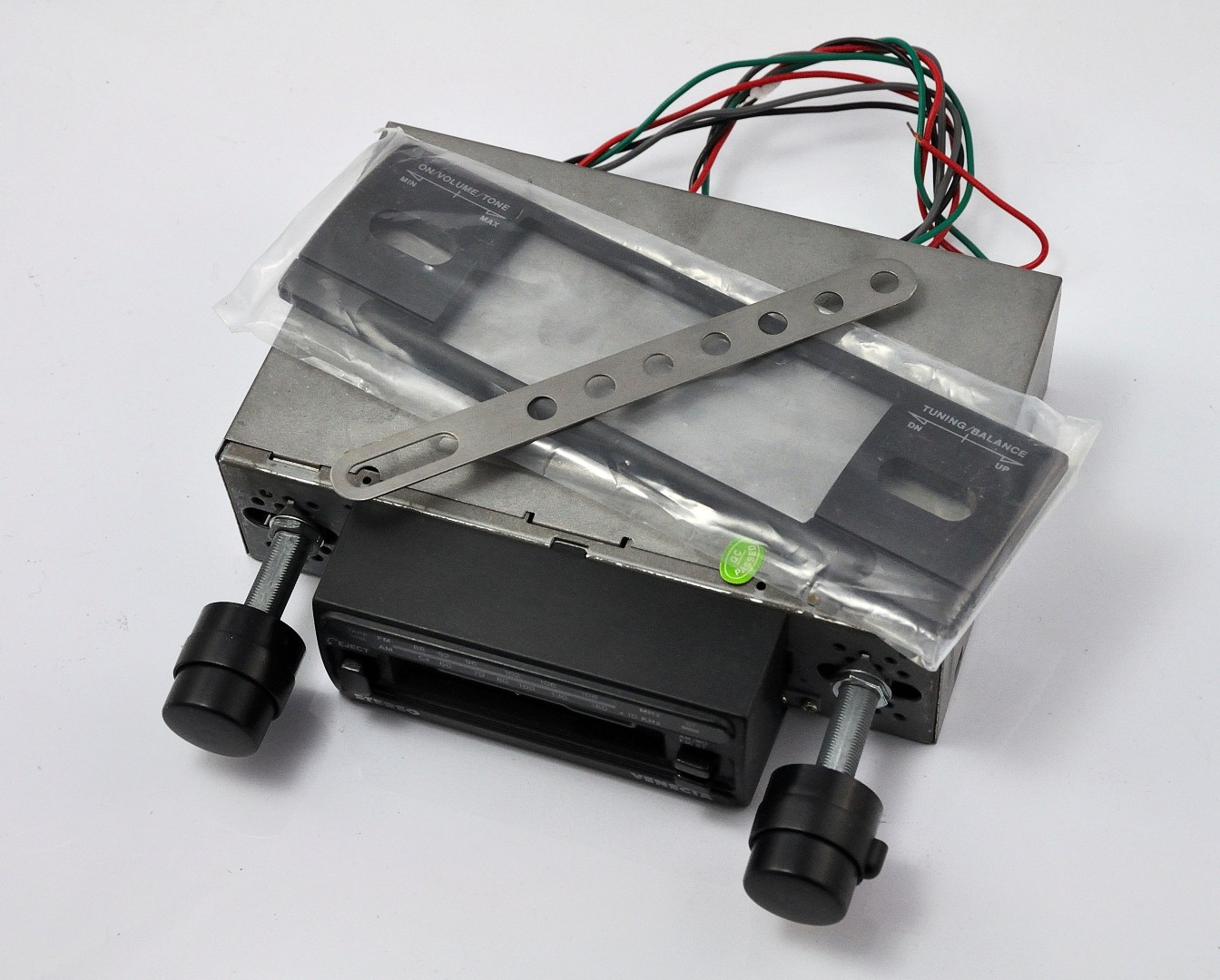
Présentation d'un autoradio ancienne norme avec ses deux potentiomètres, son cache de façade et sa patte de fixation
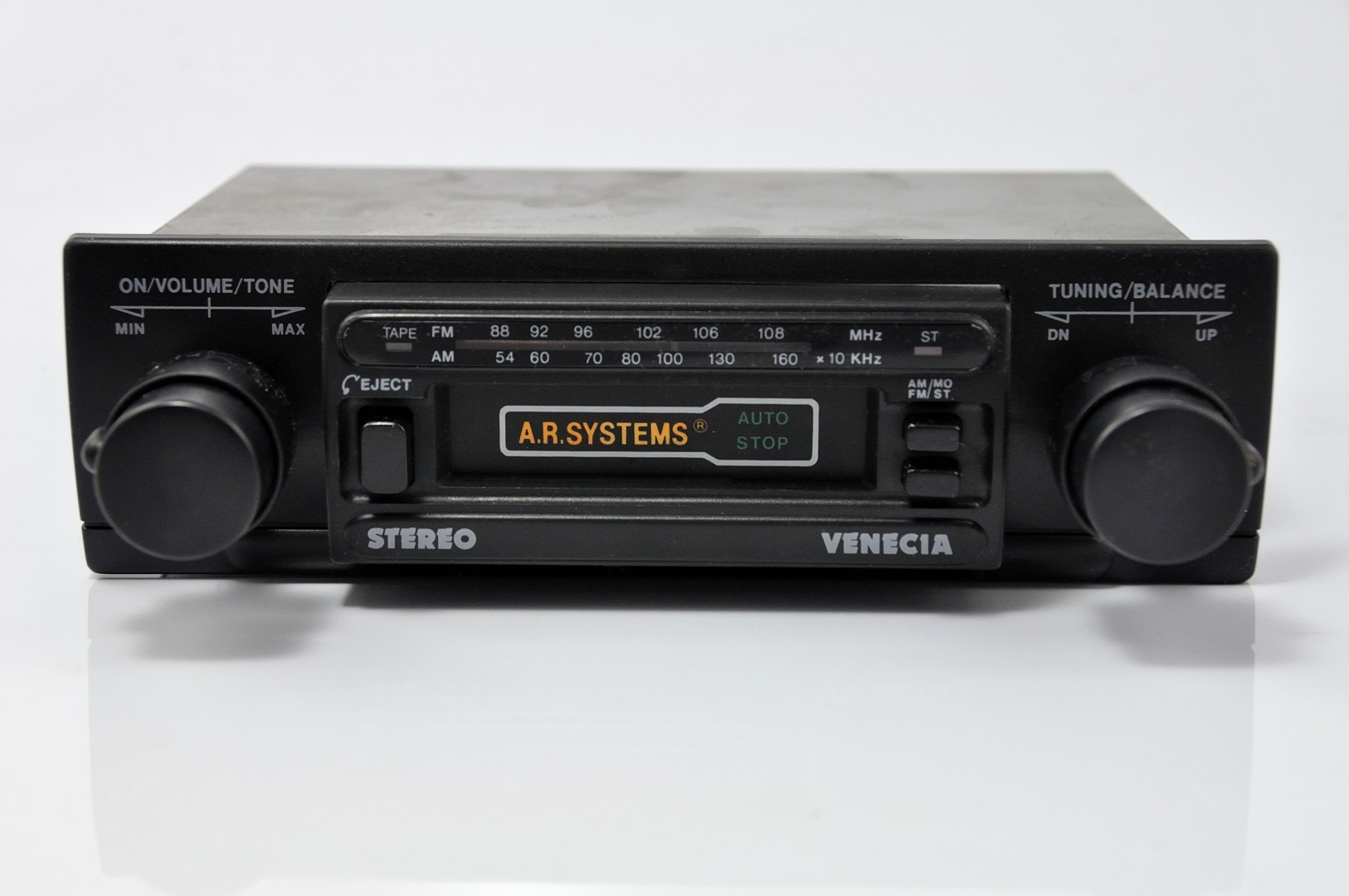
Combiné autoradio de base ancienne norme
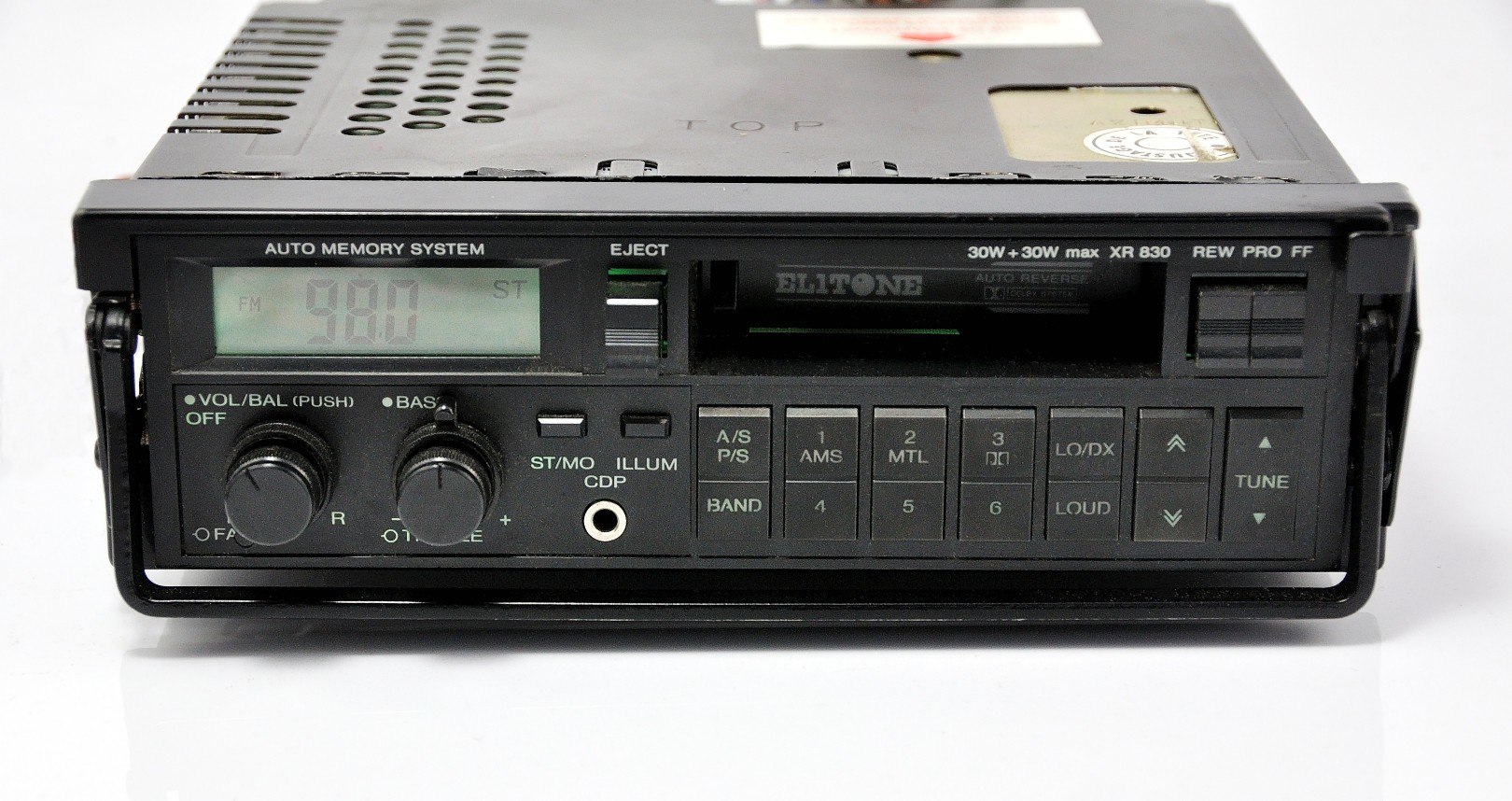
Combiné autoradio aux dimensions normalisées sur tiroir extractible (fin années 1980)

### Les années RDS et CD
Les tuners à synthèse de fréquence sont contemporains de la libéralisation de la bande FM et accélèrent la disparition des postes « à aiguille » désormais difficiles à utiliser, vu l'encombrement des ondes. Le système RDS, inventé début 1990 et quasi systématiquement implanté depuis la fin de cette même décennie, permet quant à lui, par exemple, l'écoute d'une station sans interruption lors d'un déplacement et un affichage du nom de la station écoutée ou la diffusion automatique d'informations routières en temps réel.
Connues du public dès 1982, les platines CD se retrouvent quelques années plus tard dans les autoradios haut de gamme. Les premiers modèles sont commercialisés début 1985, sous la forme de lecteurs à associer à une installation existante : le Pioneer CDX-1 et le Sony CDX-5, premiers arrivés, seront rapidement suivis par de nombreux modèles. Là encore, une décennie suffira à supplanter l'ancien système (la cassette audio) qui amorce son déclin dans la seconde moitié des années 1990. Toutefois, le prix d'un combiné avec lecteur CD reste longtemps très élevé : il se situe entre 5 et 8 000 F (prix de l'époque) en 1988.
Le CD assoit sa domination avec l'apparition du disque enregistrable (CD-R) et sa diffusion de plus en plus importante au cours des années 1990. Dans la première moitié des années 2000, l'implantation de décodeurs MP3 et parfois WMA se répand, le support de stockage physique restant le CD-R.

#### Galerie

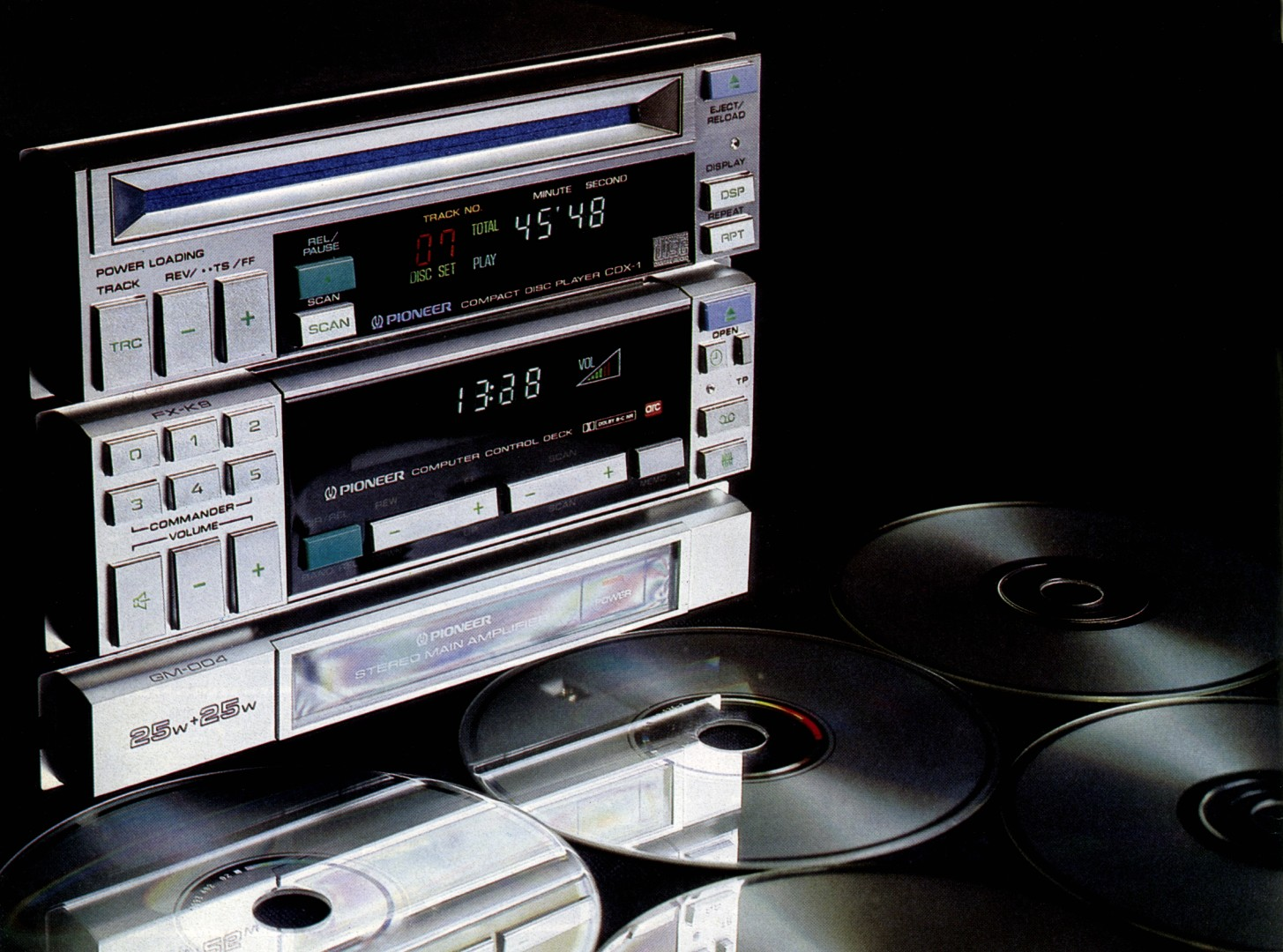
Le Pioneer CDX-1, premier lecteur CD automobile commercialisé en France
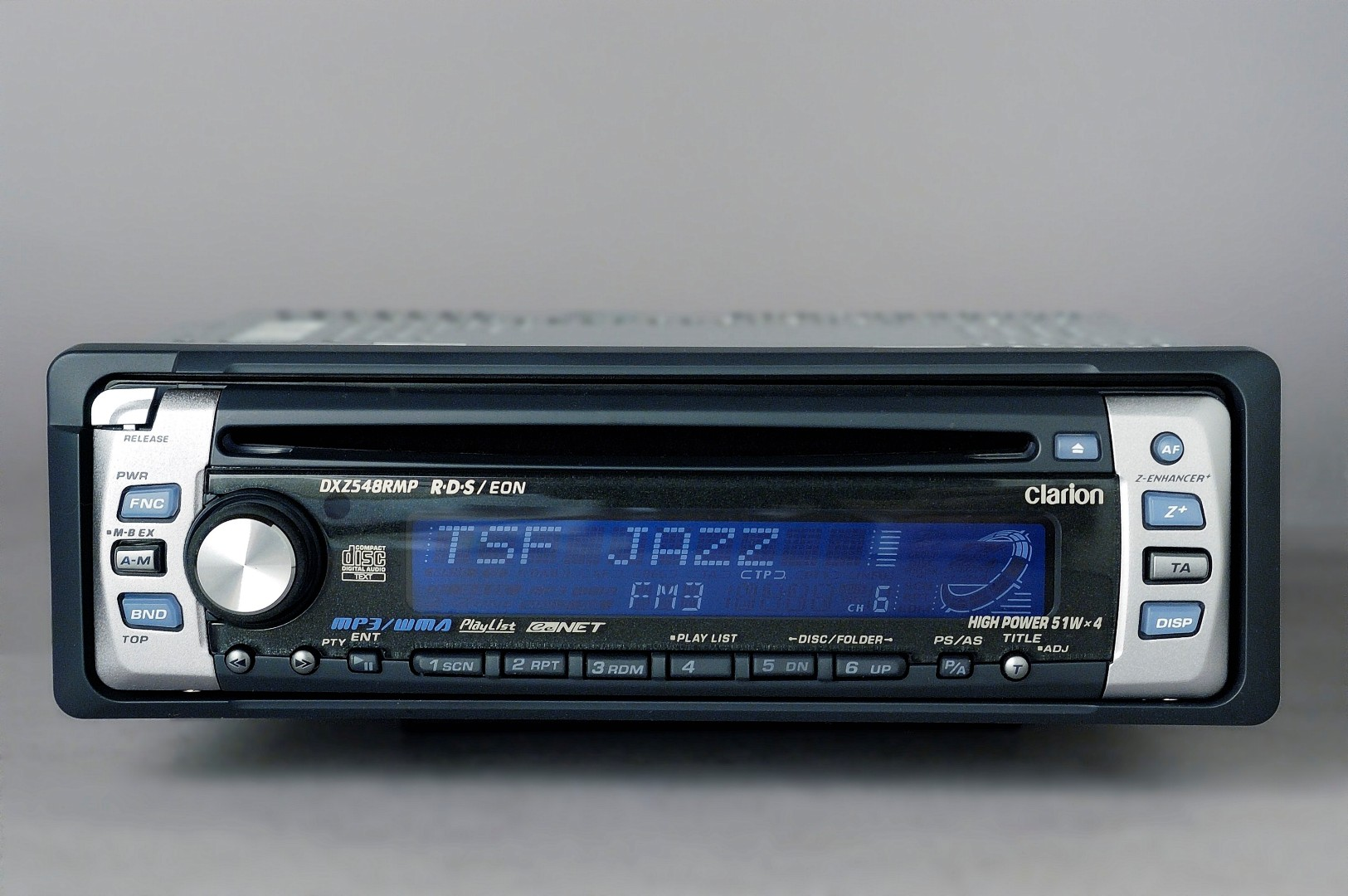
Combiné autoradio CD Clarion de 2004
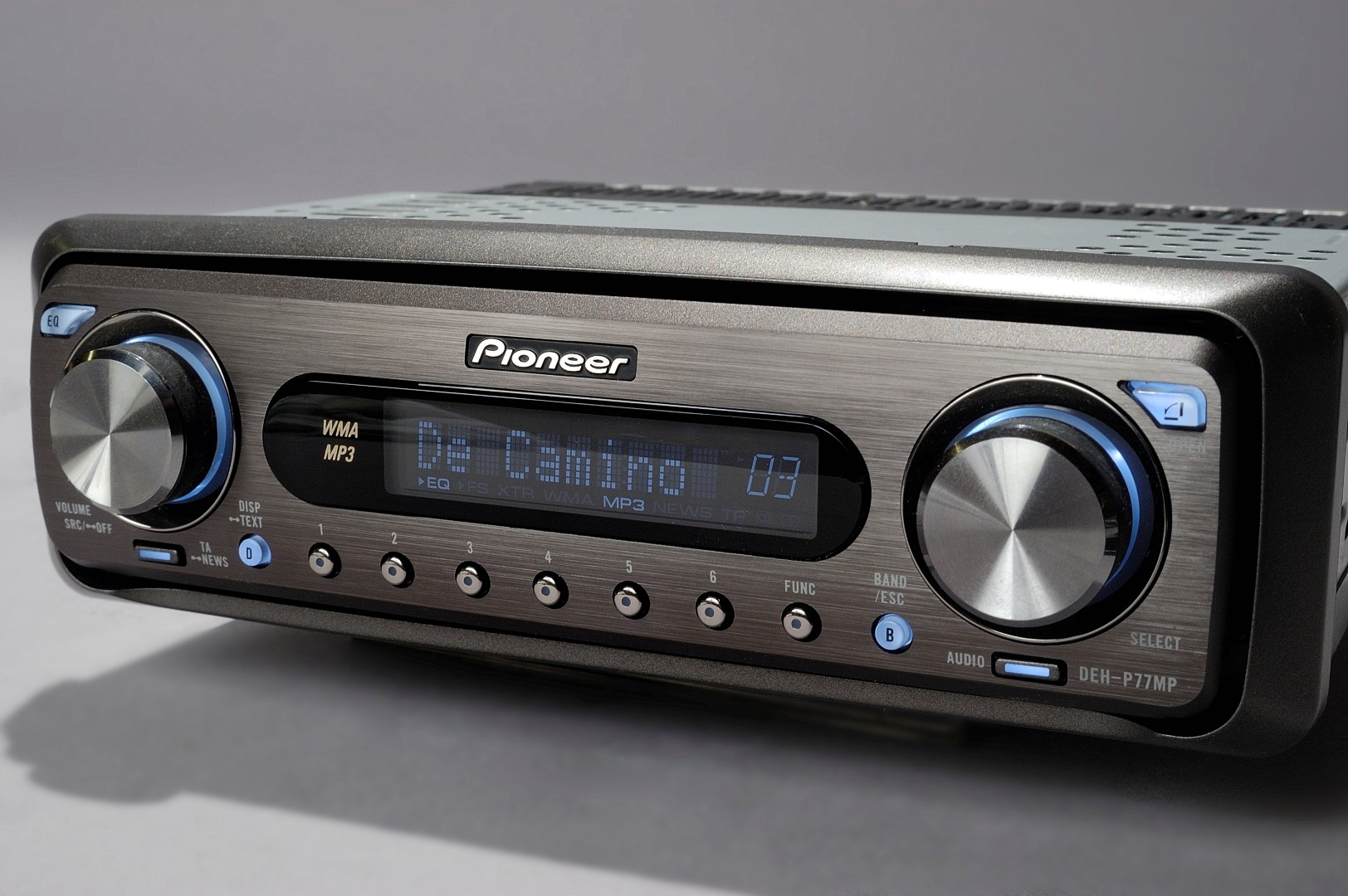
Combiné autoradio CD Pioneer de 2003
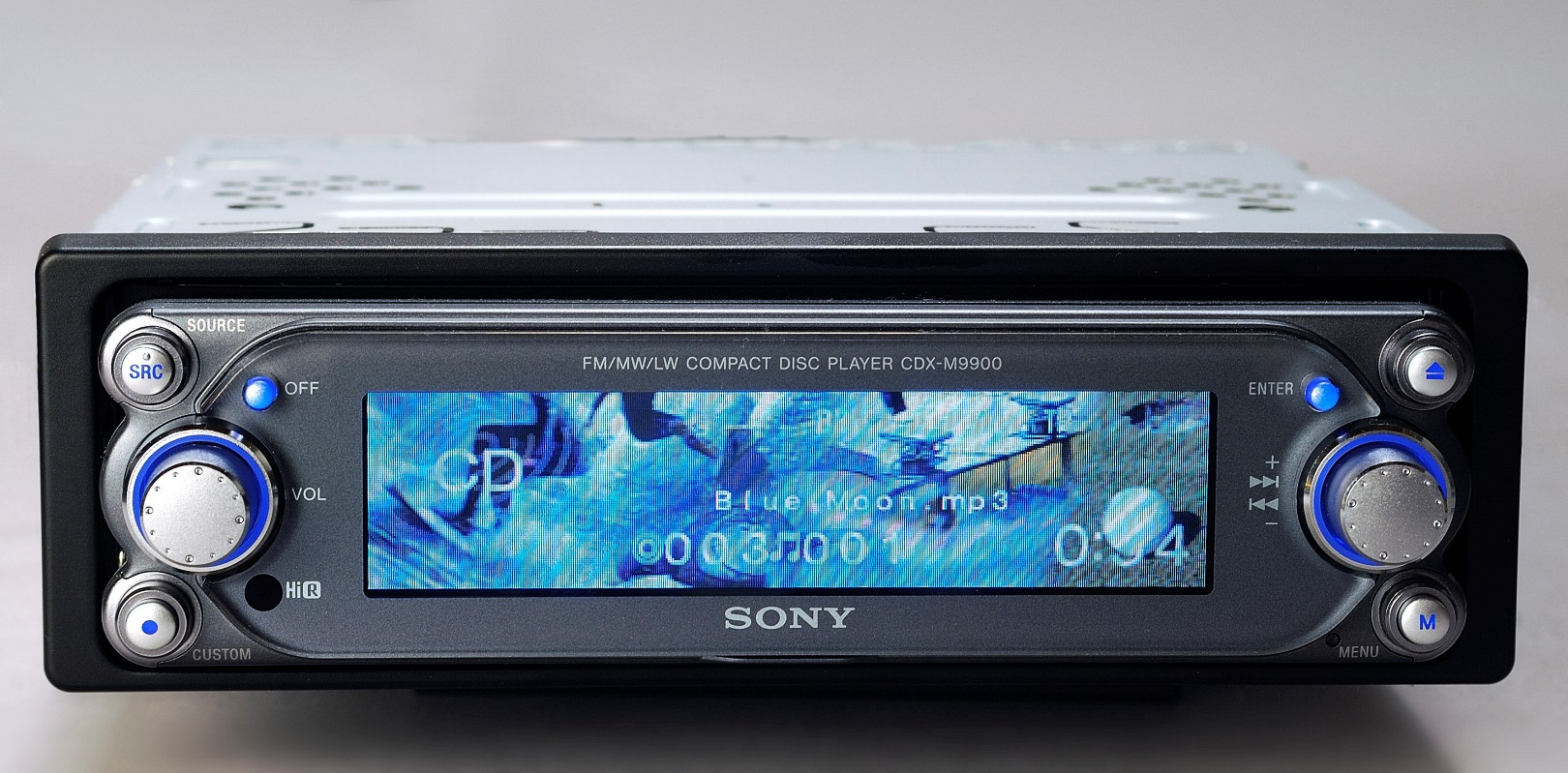
Combiné autoradio CD Sony de 2004

### Le déclin d'un marché
Depuis longtemps, les constructeurs automobiles proposaient des véhicules équipés d'origine d'une installation autoradio complète. Il s'agissait toutefois, le plus souvent, d'options plus ou moins coûteuses ou réservées à des versions haut de gamme. La standardisation et l'obligation pour les constructeurs de câbler complètement le véhicule (connecteurs d'alimentation, de haut-parleurs, antenne) ont entraîné peu à peu l'installation d'origine de haut-parleurs et d'un autoradio. C'est la pratique dite de première monte qui s'est développée inexorablement, si bien que la majorité puis la quasi-totalité des véhicules a fini par être vendue avec une installation autoradio d'origine. Il est évident que ce phénomène a entraîné, dès le début des années 2000, une diminution importante des ventes d'autoradios et de haut-parleurs : seuls les passionnés (donc une petite minorité) trouvent un intérêt à changer l'équipement d'origine pour un autre, plus performant ou plus adapté à leurs goûts.

### L'ère du numérique et de la dématérialisation
À la fin des années 2000, on trouve de plus en plus aisément des autoradios pouvant lire des supports sur port USB (clé USB, disque dur externe). Certains modèles commencent à intégrer la technologie Bluetooth permettant l'usage de téléphone mobile, par exemple la fonction mains libres ou la lecture de fichiers audio situés dans le téléphone mobile du conducteur.
Au début des années 2010 sont commercialisés des autoradios se passant complètement de platine CD au profit, suivant les modèles, d'un port USB, d'une entrée ligne, d'une liaison Bluetooth et parfois d'un lecteur de carte SD).

### Multimédia

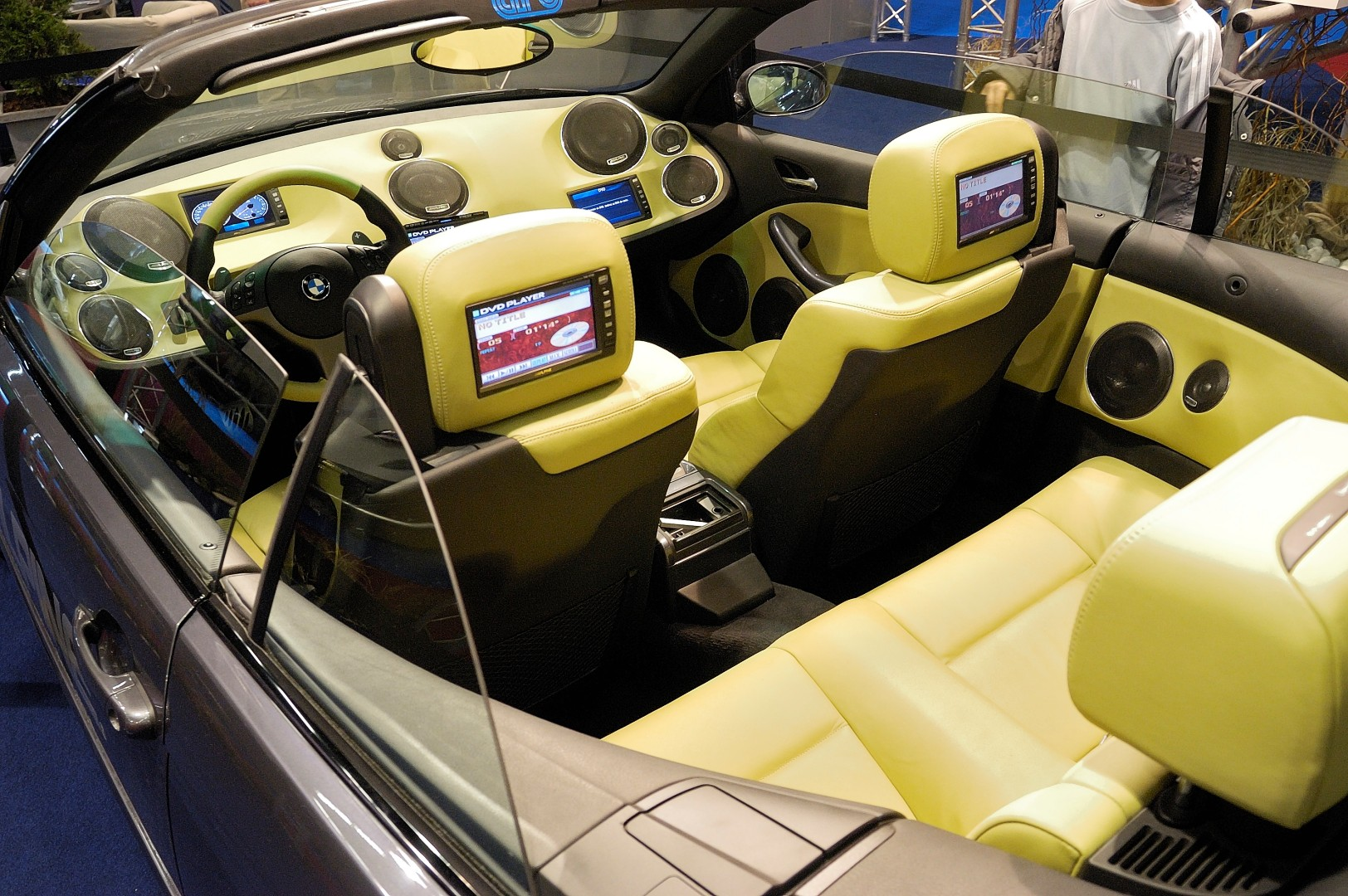
Véhicule de démonstration multimédia avec installation 5.1

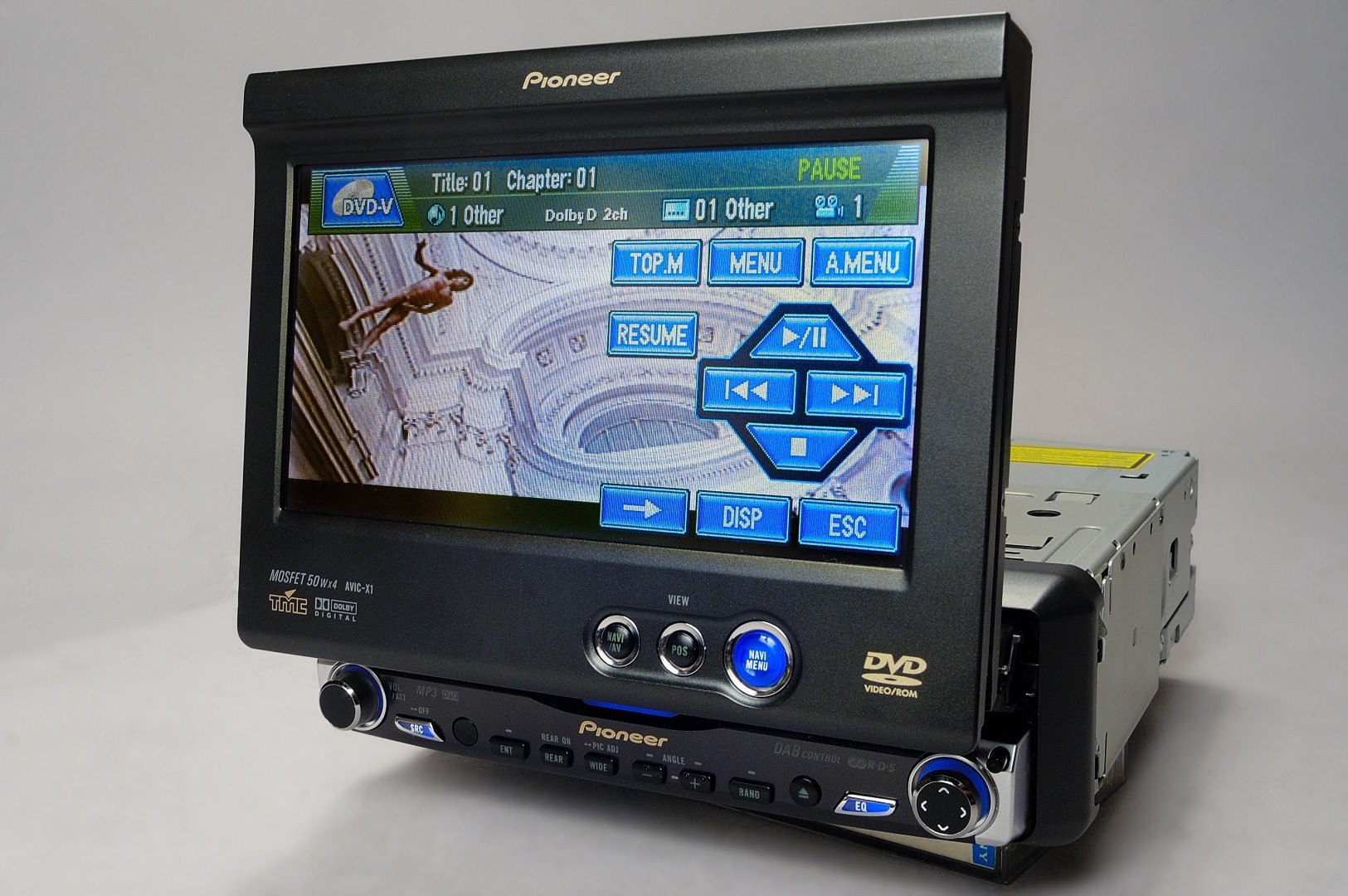
Combiné avec lecteur DVD et écran rétractable Pioneer de l'année 2004

Depuis la première moitié des années 2000 se trouvent en seconde monte des autoradios avec lecteur de DVD. Ce média peut aussi, en dehors de ses capacités vidéo, être utilisé pour sa grande capacité de stockage mais, comme les autres supports optiques, il semble largement délaissé au profit des clés USB, disques durs ou cartes SD, beaucoup plus souples d'utilisation.
Au cours des années 2000, des autoradios haut de gamme se voient dotés d'écrans rétractables, ce qui leur permet de lire des films à partir du lecteur de DVD. La partie vidéo peut être associée à un système audio surround avec décodage des principales normes du marché comme le Dolby Digital et le DTS. Il convient de signaler que, pour des raisons de sécurité routière, le visionnage par le conducteur est interdit lorsque le véhicule roule, une sécurité devant l'empêcher. En revanche, on peut exploiter le système pour des écrans à destination des passagers arrière.

### Terminal de l'ordinateur de bord
Depuis les années 2000, les constructeurs automobiles ont commencé à se servir autrement des possibilités des autoradios en monte d'origine en les reliant aux calculateurs du véhicule.
Non seulement cela permet un système antivol difficilement contournable, mais cela permet l'affichage et la diffusion de messages d'informations et d'alertes aux conducteur.
Grâce à une liaison Bluetooth, l'autoradio du véhicule peut dorénavant se connecter avec un smartphone ou une tablette, soit pour offrir des fonctions supplémentaires au système connecté (par exemple, appel téléphonique mains libres, diffusion de contenu audio, audio d'un guidage GPS), soit pour se servir dudit système comme d'un terminal (affichage et clavier) aux capacités bien supérieures à la façade de l'autoradio (affichage et calcul de la consommation, compte-tours, etc.).

## Fonctions et prestations
On retrouve dans un autoradio les éléments habituels des équipements audio : des sources (avec une possibilité de sélection), un préamplificateur (qui offre divers réglages dont le volume) et un amplificateur de puissance.

### Les sources

#### Radio
Comme son nom l'indique, l'autoradio est avant tout un récepteur radio, même si cette fonction a perdu beaucoup de son importance au cours des années. Dans les débuts de l'autoradio, c'était la seule source aisément disponible.
- Radio AM : La radio en modulation d'amplitude (Amplitude Modulation : AM en anglais) est surtout connue en France par les deux gammes d'ondes principalement utilisées : GO (grandes ondes) et PO (petites ondes). En France, les principales stations de radio (France Inter, Europe 1, RTL) étaient, jusqu'aux années 1980, avant tout disponibles sur les grandes ondes qui permettaient une réception aisée dans la majorité des régions. Si les modèles d'autoradio de base se contentaient de la classique bobine à noyau plongeur associé à un cadran et une aiguille, les modèles plus évolués offraient un meilleur confort d'utilisation grâce à des présélections : une série de touches permettait l'accès direct aux principales stations. Ces touches pouvaient être soit à réglage fixe (non modifiable) soit à réglage au choix de l'utilisateur. Par un système à mémoire mécanique ou par un système électronique basé sur des diodes varicap. Un certain nombre de modèles offraient également la réception des ondes courtes (OC), même si leur exploitation en voiture n'était guère aisée.

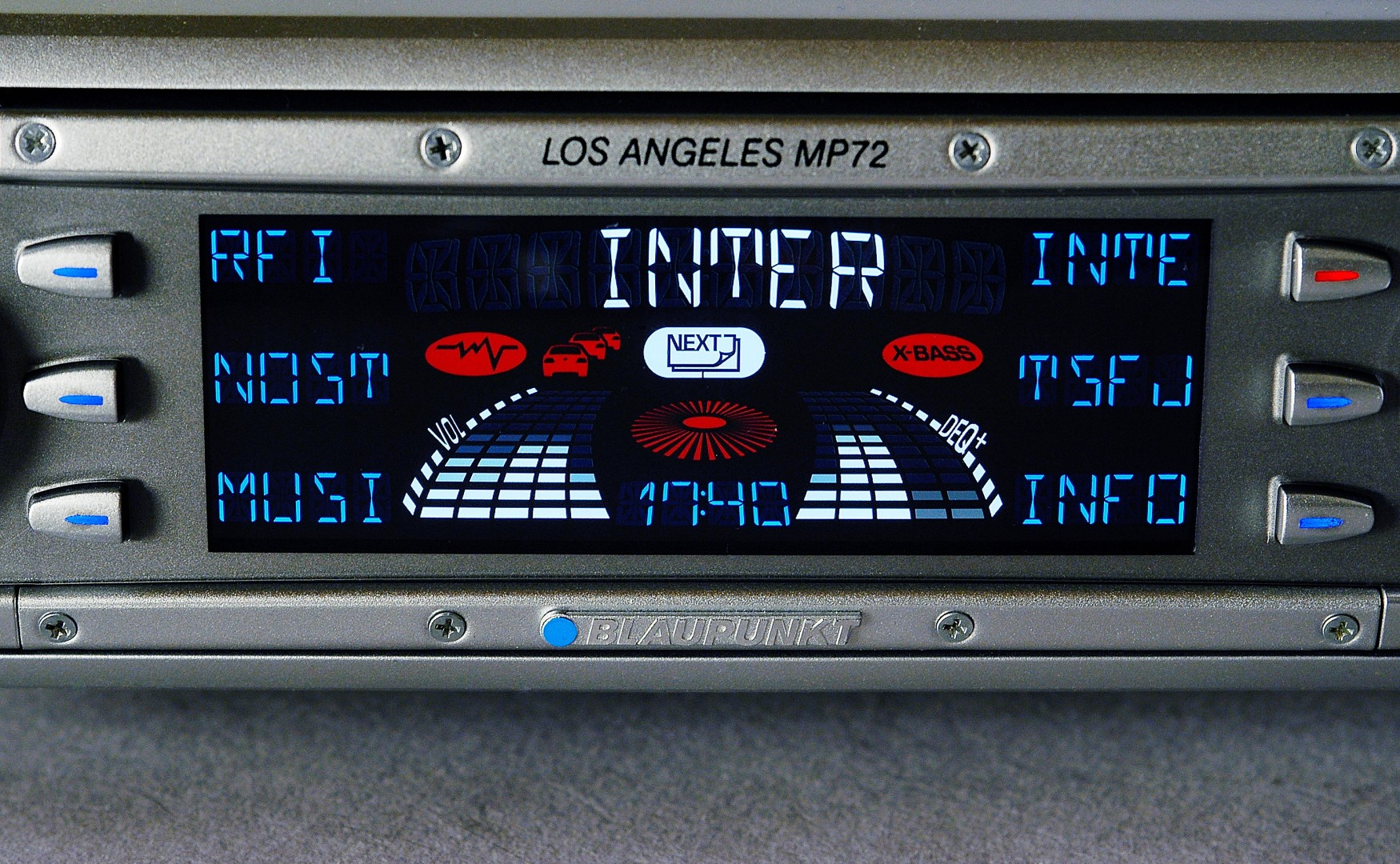
Autoradio Blaupunkt avec système RDS permettant l'affichage du nom des stations FM

- Radio FM et RDS : La modulation d'amplitude ne permet qu'une qualité sonore très modeste et, pour un rendu musical convenable, la modulation de fréquence s'imposait. Elle permet d'offrir une réponse en fréquence couvrant pratiquement tout le spectre audible (30 Hz à 16 kHz environ) mais aussi une restitution stéréophonique. Toutefois, le nombre de stations, fort limité en France par le monopole d'État, n'a permis un véritable développement qu'avec la libéralisation des ondes à partir de 1980. La Radio FM présentait toutefois un inconvénient majeur pour l'automobiliste : la portée d'un émetteur FM ne dépasse que rarement quelques dizaines de kilomètres et, au cours d'un voyage, il fallait constamment rechercher un autre émetteur diffusant le programme que l'on suivait. La solution est venue avec le système RDS déployé à partir de la fin des années 1980 et qui permet à l'autoradio de rechercher automatiquement le meilleur émetteur diffusant une station pour la zone où il se trouve et d'en changer au fur et à mesure de ses déplacements. Il offre aussi l'affichage en clair du nom de la station, ce qui permet d'éviter toute erreur sur une bande FM souvent surchargée. En pratique, les autoradios sont donc d'abord passés de l'affichage analogique (aiguille sur un cadran) à l'affichage numérique de la fréquence d'accord (par utilisation d'un fréquencemètre) puis au tuner à synthèse de fréquence (permettant une mémorisation aisée de ses stations favorites) et, enfin, à l'intégration du RDS.

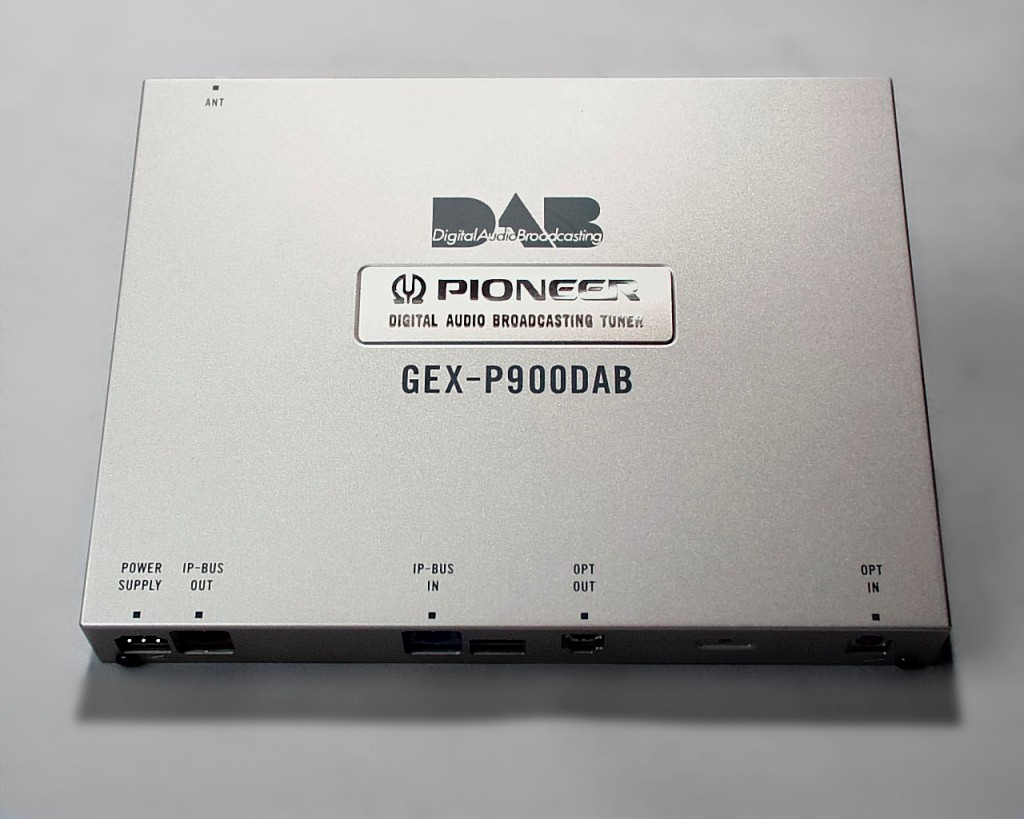
Adaptateur DAB pour combiné Pioneer (1998)

- DAB : La radiodiffusion ne pouvait rester longtemps à l'écart du mouvement de numérisation qui touchait tous les domaines du son. Et le monde de l'autoradio était d'autant plus concerné que le passage à la radio numérique DAB permettait de résoudre bon nombre de problèmes, dont l'encombrement de la bande FM et la difficulté de réception dans certaines zones. Des démonstrations ont été organisées au cours des années 1990 et les premiers récepteurs DAB automobiles sont apparus sur le marché en 1998. Principalement sous la forme de modules d'extension optionnels pour les combinés haut de gamme[13] : une solution qui permettait de mettre facilement sur le marché un produit à diffusion assez confidentielle. Malheureusement, en France, le DAB a rencontré nombre de réticences, si bien que son utilisation est limitée et que peu de véhicules en sont équipés.

#### Lecture de médias

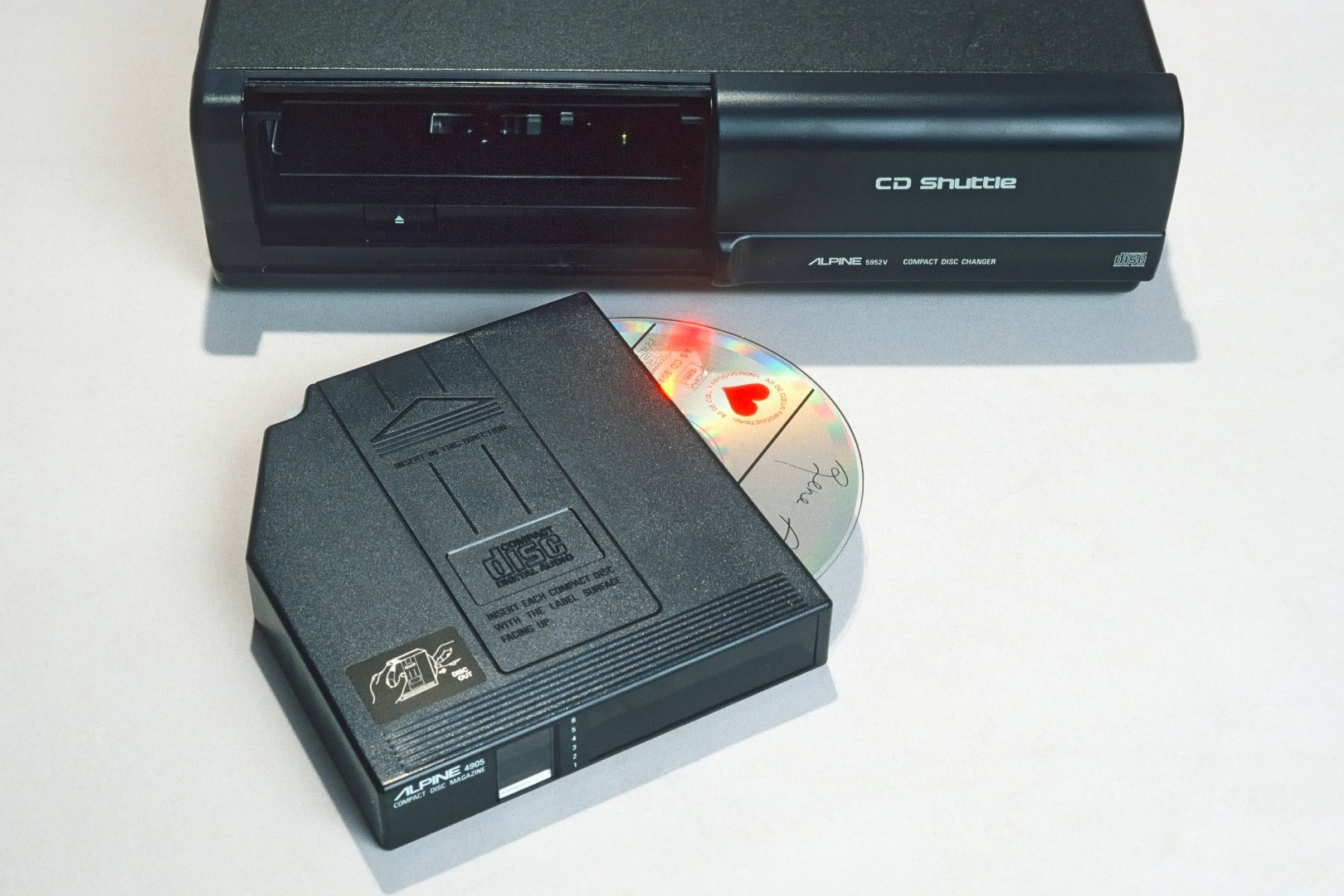
Changeur de CD Alpine et son chargeur 6 disques

Pouvoir écouter la musique de son choix est rapidement devenu une exigence des utilisateurs d'autoradio et c'est avec la cassette de Philips qu'elle s'est réalisée pour le plus grand nombre. Le combiné radio/cassette est rapidement devenu l'équipement standard et quasiment exclusif jusqu'à ce que le CD audio ne vienne concurrencer la cassette à la fin des années 1980 et la remplace peu à peu.
- Cassette audio : disponible à la fois sous la forme de cassettes préenregistrées (musicassette) et de modèles vierges à enregistrer par l'utilisateur, la cassette était à la fois pratique, peu onéreuse et convenablement résistante aux ambiances assez rudes que l'on trouve dans un véhicule (vibrations, chaleur, froid, hygrométrie). Si les mécaniques les moins onéreuses se contentaient de l'arrêt automatique en fin de bande, la plupart des modèles fonctionnaient sur le mode dit « Auto-Reverse », la mécanique changeant automatiquement le sens de défilement de la bande à la fin d'une face : la lecture était possible à l'infini sans intervention du conducteur. Suivant le niveau de gamme de l'appareil, on pouvait trouver l'adaptation aux différents types de cassette (chrome et métal), des réducteurs de bruit (Dolby B et C), la recherche automatique de plage musicale et divers autres perfectionnements censés faciliter l'utilisation. La réalisation la plus prestigieuse a été celle de Nakamichi, avec son combiné TD1200 doté d'un système d'azimutage automatique comme les platines haut de gamme de la marque[14].
- CD audio : si les premiers lecteurs de CD pour l'automobile sont apparus en 1985, il a fallu dix ans pour que le combiné à lecteur de CD ne devienne relativement abordable : en 1995, le prix d'accès restait de l'ordre de 2 000 F (prix de l'époque)[15]. Outre le prix élevé, le développement du CD en voiture se heurtait à l'implantation quasiment universelle de la cassette et à une manipulation relativement malaisée des disques par un conducteur. Une solution élégante mais onéreuse a été développée par Sony et adoptée ensuite par la plupart des constructeurs : le changeur CD, apparu à l'IFA de 1987[16]. Cet élément, contenant de six à douze CD suivant les modèles, se logeait dans le coffre ou sous le tableau de bord. Il était typiquement commandé depuis un combiné tuner/cassette disposant de cette fonction. Cette formule permettait de conserver un lecteur de cassette tout en permettant la lecture de CD sans aucune manipulation. Le changeur a ainsi connu une période faste avant de décliner face à la désaffection pour la cassette et l'apparition du CD enregistrable (CD-R) puis du MP3 qui lui a enlevé presque tout intérêt.
- Autres : à côté de la cassette et du CD, d'autres médias ont connu une adaptation à l'automobile. Populaire aux États-Unis mais peu présente ailleurs, la cartouche 8 pistes a vite disparu face à la cassette, moins chère, moins encombrante et plus résistante. Avec l'arrivée du son numérique, des médias enregistrables ont tenté de se faire une place. C'est le cas du DAT[17] et de la DCC, mais si quelques modèles de combinés l'utilisant ont vu le jour, ils n'ont jamais connu de réelle diffusion. En revanche, Sony, avec son MiniDisc, a réussi à diffuser des combinés où ce format remplaçait la cassette ou le CD. Toutefois, le MiniDisc, format propriétaire, n'a pu se défendre face au CD-R puis aux nouvelles sources numériques.
- Sources dématérialisées : disque dur, USB, Carte SD, Bluetooth. La possibilité de disposer de musique sous la forme de fichiers numériques a ouvert la voie à une nouvelle ère. D'abord limité aux supports optiques (CD-R et MiniDisc), l'usage des fichiers numériques s'est peu à peu dirigé vers d'autres supports au fur et à mesure de leur disponibilité. Le premier auquel on pense est le disque dur, disponible depuis longtemps, et divers modèles d'autoradio l'ont utilisé mais le transfert des fichiers sur le disque, assez contraignant, a limité son intérêt. Les cartes mémoires, sous la forme de carte SD ou Memory Stick, étaient intéressantes mais, même si Panasonic a présenté un modèle lisant les cartes SD dès le Mondial de l'an 2000, leurs capacités et leur coût n'étaient guère attractifs. La dématérialisation est passée avant tout par la diffusion de plus en plus importante des baladeurs numériques et des smartphones reliés à l'installation autoradio soit en analogique (« dock » ou entrée ligne) soit, plus récemment, en numérique par une liaison Bluetooth. La principale nouveauté est l'apparition d'interfaces USB permettant la lecture d'une clé USB ou autre support de stockage utilisant cette interface[18].

### Information routière
Avec un taux d'équipement autoradio très important, la radio a été utilisée pour diffuser des informations spécifiques aux automobilistes concernant la sécurité et la circulation routières.
En France, les sociétés d'autoroutes émettent en particulier des radios d'info trafic qui couvrent 75 % du réseau autoroutier.
Deux systèmes se sont succédé : l'Autofahrer-Rundfunk-Informationssystem (ARI) et le Radio Data System (RDS). En France, leur exploitation pour la communication d'informations concernant le trafic routier a été très limitée.
Ces systèmes ont été en partie intégrés dans l'assistance de navigation du véhicule. Ceux-ci sont en concurrence avec des applications smartphones, indépendantes du véhicules qui reçoivent d'un serveur des données agrégées d'origines diverses et les diffusent sur les ondes téléphoniques plutôt que par le réseau radio.
De nos jours, des technologies de communication sans fil 5G sont expérimentées sur les autoroutes connectées pour communiquer une information routière dans un format directement compréhensible par le véhicule connecté.

### Réglages et correcteurs
Les autoradios peuvent être pourvus des réglages et des circuits de correction du signal suivants :
- réglage des fréquences graves et aiguës ;
- panoramique : balance droite-gauche et éventuellement « fader » avant-arrière ;
- correcteur physiologique aussi appelé « loudness » ;
- égaliseur ;
- alignement temporel ;
- filtre(s), pour la séparation du signal en fonction des fréquences ;
- embellissement par divers effets environnementaux, comme des réverbérations destinées à simuler l'acoustique de différents lieux d'écoute.

### Connexions et liaisons externes
Les autoradios, en fonction de l'époque et du niveau de gamme, peuvent être pourvus des connexions et liaisons suivantes :
- connecteurs ISO ;
- entrées et sorties ligne pour la connexion analogique d'une source externe, comme un baladeur numérique ou un lecteur de médias optiques ;
- prise antenne ;
- GPS intégré ;
- prise pour l'amplification du son d'un appareil GPS externe ou d'un avertisseur de radar ;
- liaison Bluetooth pour la communication sans fil avec un appareil lecteur de médias compatible, comme un smartphone ou une tablette tactile.

### Amplification

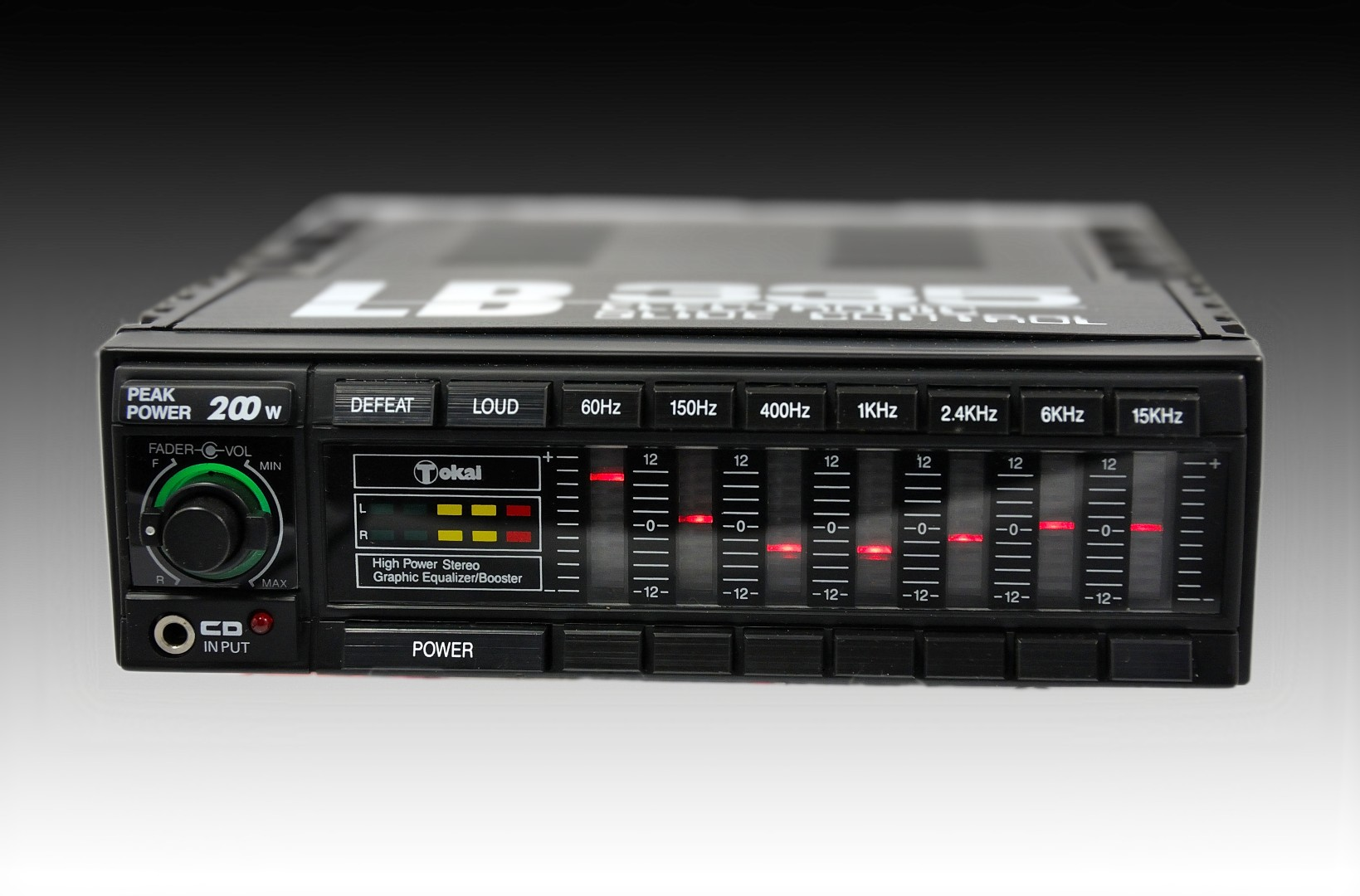
Booster-égaliseur

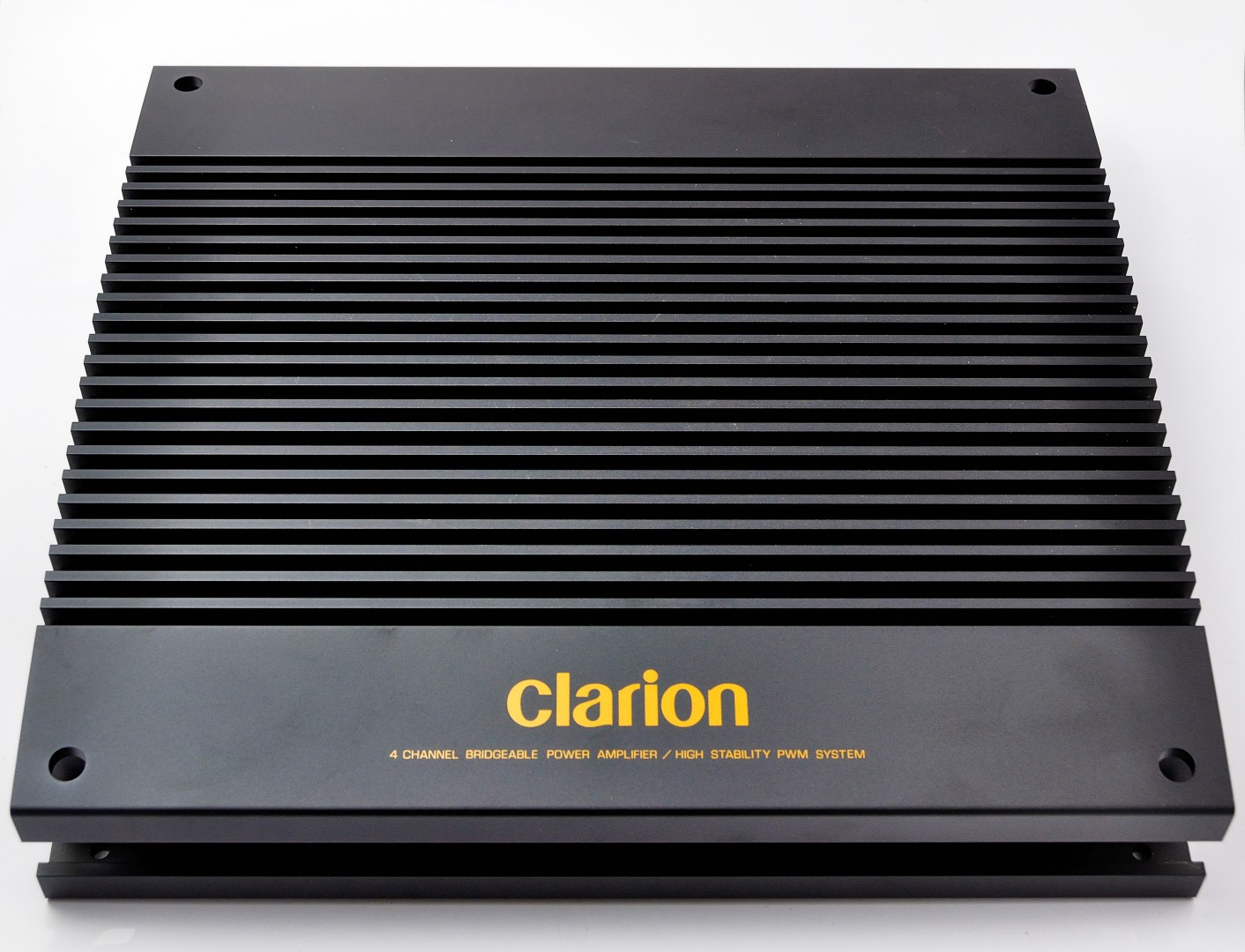
Amplificateur car audio Clarion 1004HA quatre canaux 4 X 80 W efficaces

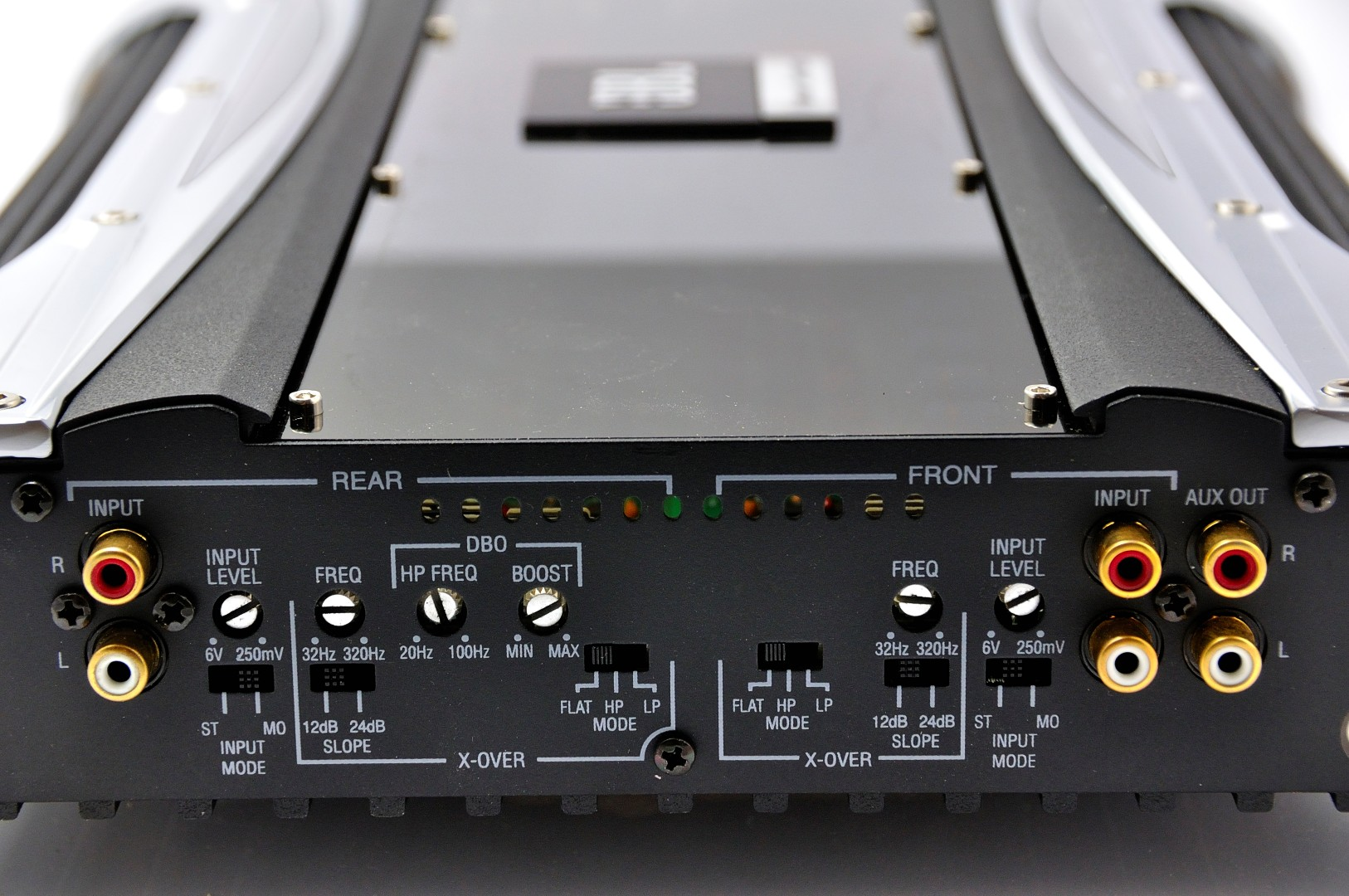
Connexions et réglages d'un amplificateur quatre canaux JBL Px300.4

#### Amplification intégrée
L'amplification du son dans un autoradio se heurte à un problème : la faible tension électrique disponible dans le véhicule (12 volts nominaux, en pratique souvent plus de 14 volts, moteur en marche). Un simple calcul permet de constater qu'une telle tension ne permet d'obtenir qu'une puissance de 4 à 5 watts pour une impédance de charge normalisée de 4 ohms. La solution pour dépasser cette limite a consisté à utiliser une amplification en pont (en anglais « bridge »). Avec cette formule, on peut obtenir environ 15 watts par canal (un peu plus ou un peu moins suivant la qualité des circuits) dans des conditions normalisées. Cette puissance est suffisante pour obtenir une restitution sonore de bonne qualité dans les véhicules modernes. D'autant plus que, désormais, l'habitude est prise d'offrir quatre canaux d'amplification dans un même autoradio, la puissance totale atteignant donc une soixantaine de watts. Pour aller au-delà, il faut mettre en œuvre des solutions plus complexes (convertisseur de tension) et on se heurte au faible volume disponible d'un emplacement normalisé. De ce fait, les puissances supérieures sont obtenues par l'emploi d'un amplificateur externe. Les modèles de combinés autoradio haut de gamme destinés à servir de base à une installation complexe ne comportent souvent aucun amplificateur de puissance mais uniquement des sorties ligne car ils sont destinés à être reliés à des amplificateurs externes, seuls capables de fournir la puissance nécessaire à ce type d'installation.
La puissance étant un argument de vente, la puissance annoncée par les constructeurs et les publicités, généralement baptisée « puissance MAX » ou similaire, est souvent surévaluée : ainsi, un autoradio standard 4 x 15 W est souvent présenté comme offrant 4 x 50 W. Le calcul étant basé sur des paramètres tels que la puissance crête-crête ou la puissance crête absorbée, ne tenant aucun compte de la distorsion. Il faut également tenir compte, surtout pour les modèles anciens ou de faible coût, du nombre réel de canaux d'amplification : deux canaux répartis sur quatre haut-parleurs offrent une puissance inférieure de moitié à quatre canaux d'amplification.
Depuis les années 1980 environ, l'amplification est réalisée par des circuits intégrés analogiques (exemples : TDA20xx ou TDA72xx), car ils contiennent des dispositifs de protection intégrés (surchauffe, court-circuit, inversion de polarité, charges inductives), ce qui permet de les utiliser dans un environnement difficile. Leur encombrement réduit est aussi un atout. Le boîtier standardisé ne permet pas de placer facilement un radiateur pour les refroidir. Ainsi, la semelle de ces circuits intégrés est souvent fixée à la carcasse de l'autoradio, qui se charge d'évacuer la chaleur.

#### Amplification externe
Le choix de l'amplification externe s'impose dès qu'on souhaite obtenir une puissance élevée, supérieure à celle que peut fournir une amplification « en pont » (environ 15 W/4 ohms par canal). L'amplification en pont ne s'est imposée que très progressivement au cours des années 1980. La puissance de nombreux modèles d'autoradio s'en tenait à 2 x 4 W environ.
Pour obtenir une puissance plus adaptée à la reproduction de musique à un niveau convenable, une solution a émergé : le booster, souvent sous la forme d'un booster-égaliseur, lequel associait la fonction booster à un égaliseur. Cet élément comportait deux ou quatre canaux d'amplification en pont fournissant donc une puissance de l'ordre de 30 ou 60 watts efficaces. Le raccordement s'effectuait sur les sorties haut-parleurs de l'autoradio, le booster leur fournissant une impédance de charge de l'ordre d'une trentaine d'ohms. Ce type d'entrée qui a longtemps perduré et qu'on peut toujours trouver parfois sur des amplificateurs récents pallie l'absence de sortie ligne sur la plupart des autoradios de l'époque. En parallèle avec cette entrée dite « haut niveau », l'amplificateur peut comporter une entrée ligne classique. La partie égaliseur est constituée d'un égaliseur graphique offrant typiquement cinq à dix bandes de fréquences. Il permet de bien mieux contrôler le son et de corriger ses défauts que les correcteurs de timbre intégrés dans les combinés de l'époque. Le booster-égaliseur était donc un moyen simple et relativement peu onéreux d'améliorer une installation autoradio.
Les amplificateurs externes proprement dits sont des modèles de forte puissance permettant de dépasser la limite de la technique d'amplification en pont. Pour cela, ils utilisent une alimentation permettant d'élever la tension disponible suivie d'un amplificateur audio classique ou, plus récemment, une amplification en classe D offrant un rendement très supérieur, donc une consommation électrique et un échauffement plus faibles. Généralement, les amplificateurs intègrent des filtres électroniques, parfois des correcteurs, et peuvent se configurer en pont. Avec un modèle comportant de nombreux canaux (4 à 6, voire plus), on peut obtenir tout ce qui est nécessaire pour filtrer et amplifier une installation complexe. La puissance peut atteindre plusieurs centaines de watts efficaces, ce qui pose alors des problèmes d'alimentation électrique, la batterie et l'alternateur du véhicule pouvant se révéler insuffisants. Par ailleurs, les amplificateurs doivent disposer d'une ligne d'alimentation directe depuis la batterie, le câblage d'origine des véhicules n'étant pas prévu pour fournir des courants aussi élevés. L'installation et le câblage d'amplificateurs de forte puissance exigent du soin et des compétences, sous peine de graves déboires (panne, voire incendie).

### Stratégies antivol
L'autoradio est un objet de valeur facile à voler et facile à revendre. Les véhicules étant souvent laissés dans la rue sans surveillance, il n'est pas étonnant que le vol d'autoradio se soit développé conjointement avec le marché de l'autoradio et la sophistication des produits. Un grand nombre de techniques ont été proposées pour tenter de réduire le risque de vol et certains modèles ont combiné plusieurs techniques. Aucune n'est totalement efficace et les plus efficaces, comme l'intégration par le constructeur automobiles ou le multiplexage, limitent la liberté de choix de l'utilisateur.
- Systèmes à tiroir : l'autoradio est monté dans un tiroir amovible muni d'une poignée, que le chauffeur enlève du véhicule. Obsolète depuis le milieu des années 1990 en raison de la contrainte apportée : un autoradio est relativement encombrant et lourd.
- Systèmes à code : la mise en service de l'autoradio requiert l'introduction d'un code secret au clavier. Certains modèles utilisent un code fixé par le fabricant, d'autres un code choisi par l'utilisateur. Comme avec tous les codes dans le domaine grand public un des problèmes est l'oubli du code par le propriétaire. Le problème principal est toutefois que le pouvoir de dissuasion du système est réduit : la présence d'un code antivol n'est pas systématique. Et le voleur peut également espérer trouver le code, car certains fabricants permettent de récupérer le code avec le numéro de série de l'appareil. Les codes de ces fabricants sont donc disponibles sur Internet.
- Systèmes à carte : mis en œuvre essentiellement par Blaupunkt dans les années 1990, le fonctionnement de l'autoradio requiert introduction d'une carte de sécurité au format carte de paiement. Système obsolète.
- Façade amovible : apparu à la fin des années 1990, la façade ou une partie essentielle de la façade de l'autoradio comportant l'affichage et les commandes peut être retirée et emportée par le conducteur. Ce système est un des rares à perdurer car il est assez pratique (volume et poids réduit de la partie à emporter), bien que contraignant, et relativement efficace.
- Systèmes à dissimulation : le principe consiste à faire basculer la face avant ou à la masquer par un volet pour ne présenter qu'un rectangle de plastique noir, comme si l'emplacement autoradio était vide. Très pratique mais l'efficacité dépend de la qualité de la réalisation : le volet ne doit pas laisser penser qu'il cache quelque chose.
- Intégration : l'autoradio est intégré d'origine au véhicule, son connecteur n'est plus au format DIN et sa face avant fait partie du tableau de bord. L'inconvénient évident est l’impossibilité de choisir ou de modifier l'installation. Cela n'empêche cependant pas des vols d'avoir lieu car ce type d'appareil se revend également[21].
- Multiplexage : la face avant de l'autoradio sert d'interface pour régler certaines des fonctions du véhicules (climatisation, options de confort ou d'automatisation). L'autoradio et le calculateur de la voiture sont appairés et possèdent chacun un identifiant numérique (généralement le code VIN du véhicule). Un autoradio non déclaré (par un garagiste de la marque du véhicule et possédant un équipement informatique ad hoc) ne fonctionnera donc tout simplement pas. Là encore, le changement d'autoradio devient complexe voire pénalisant.

#### Galerie

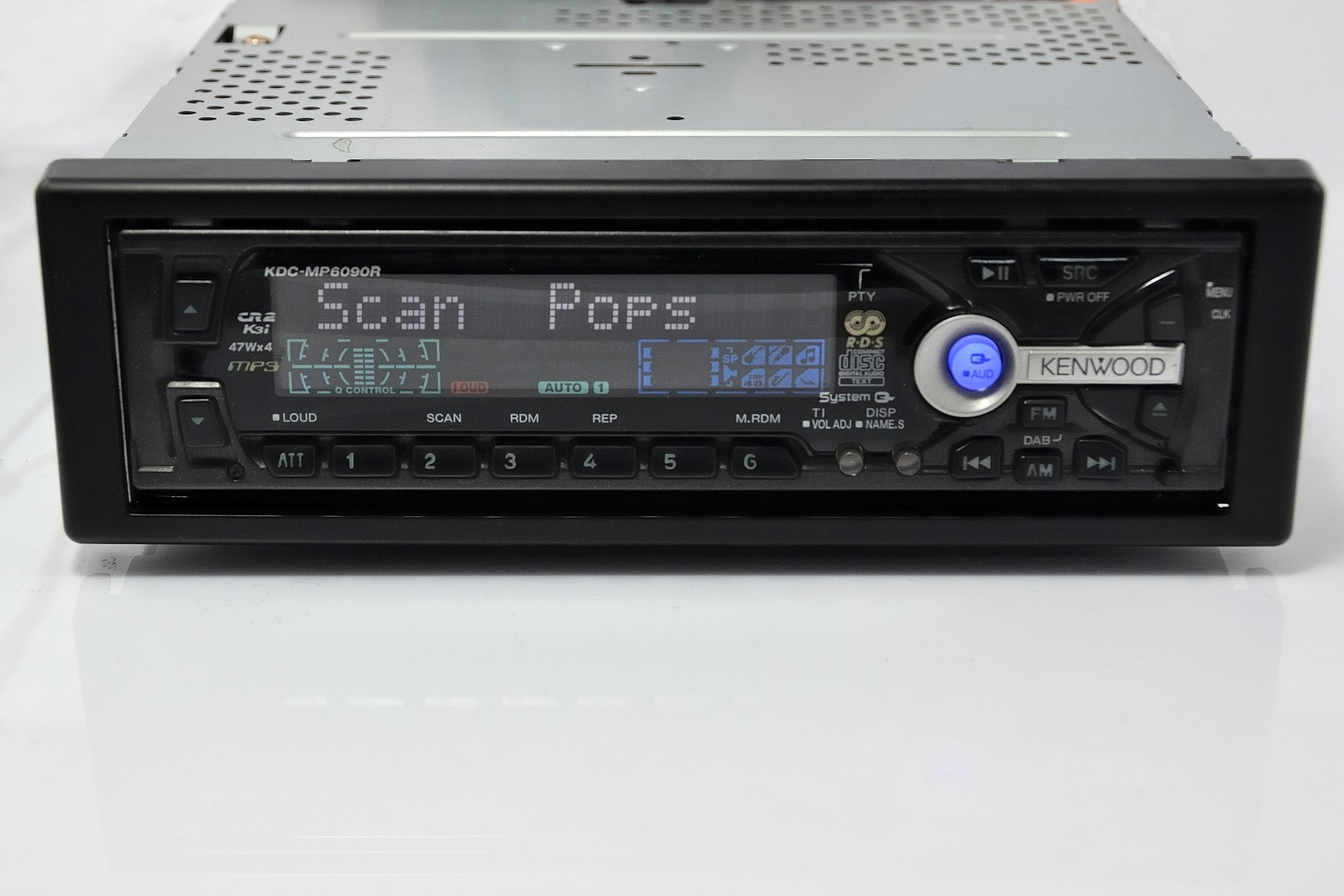
Combiné Kenwood 6090 en position de fonctionnement
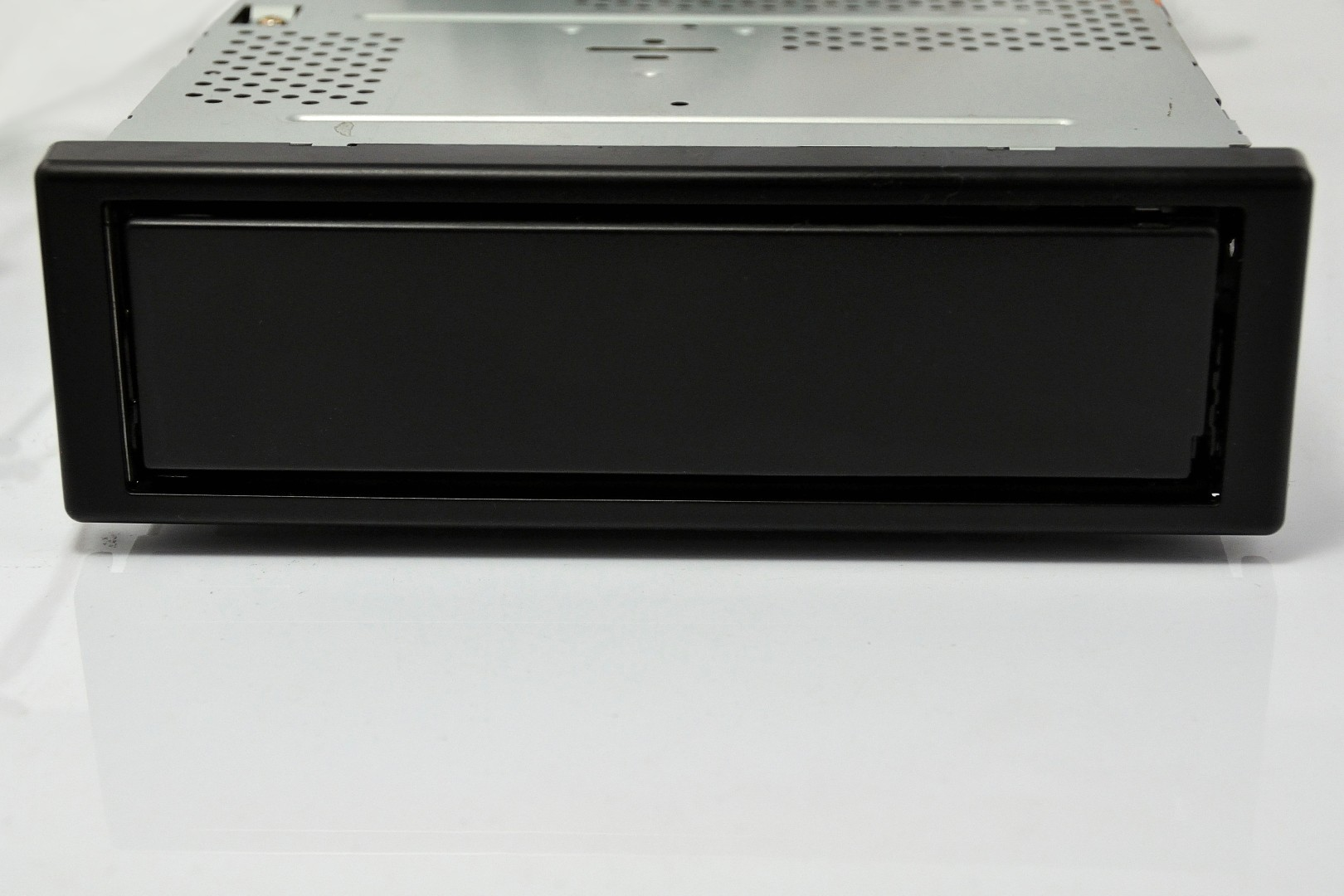
Combiné Kenwood 6090 façade dissimulée
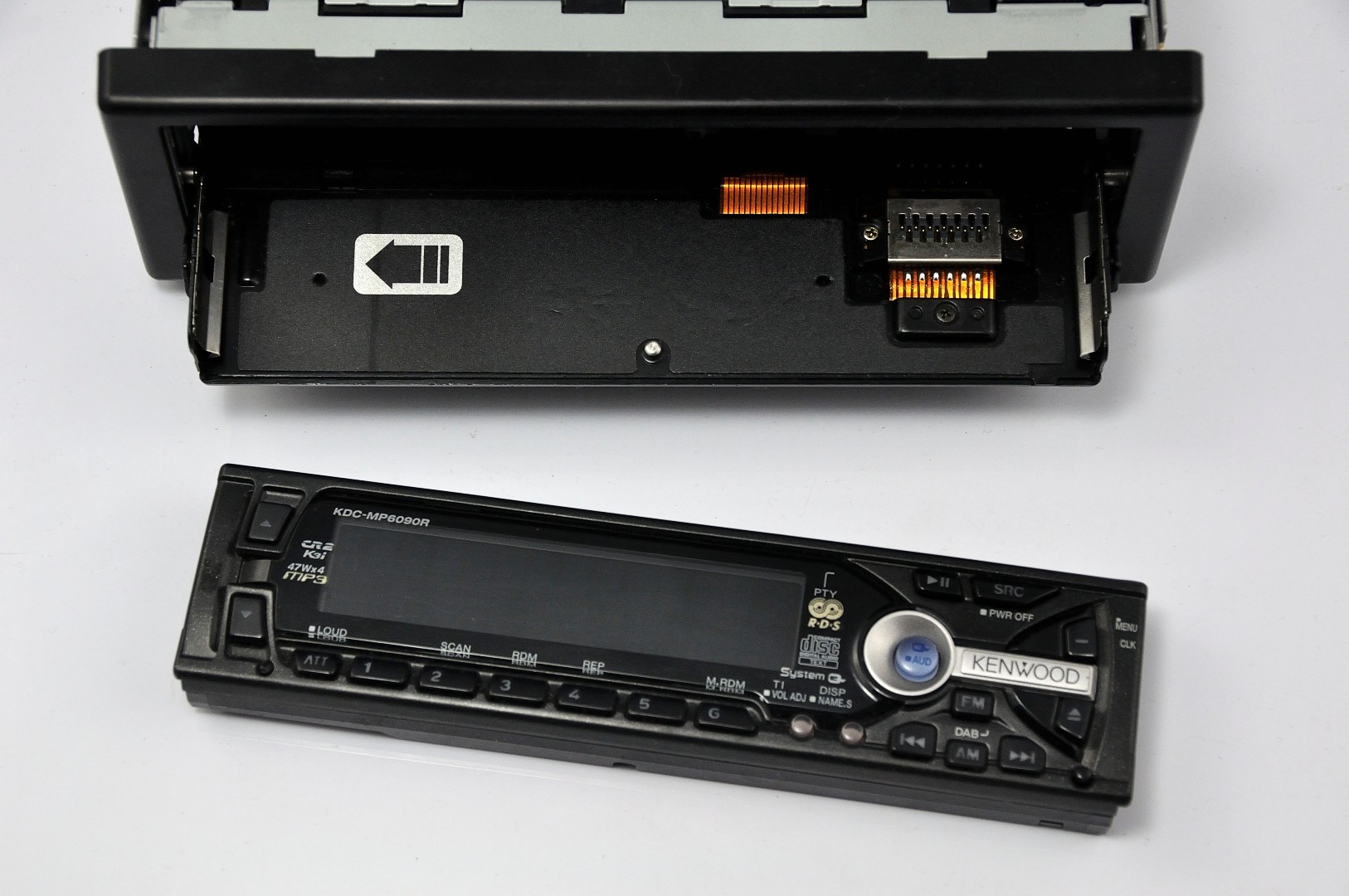
Combiné Kenwood 6090 façade retirée

## Intégration

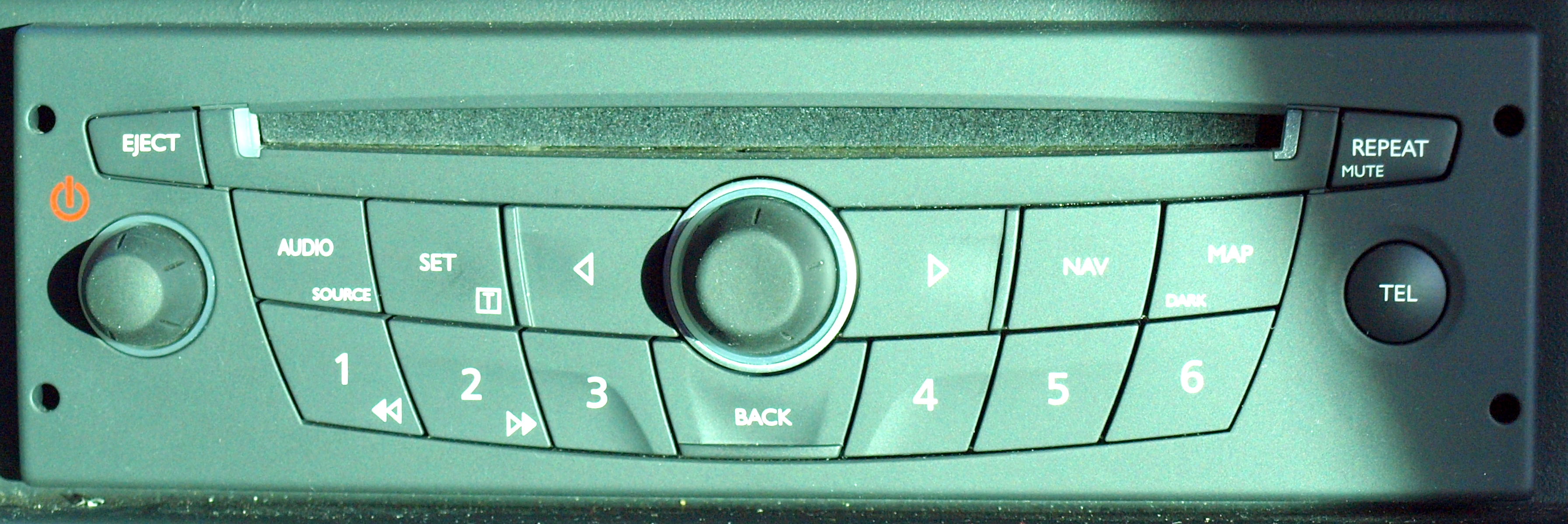
Autoradio Renault simple DIN associé à un écran séparé

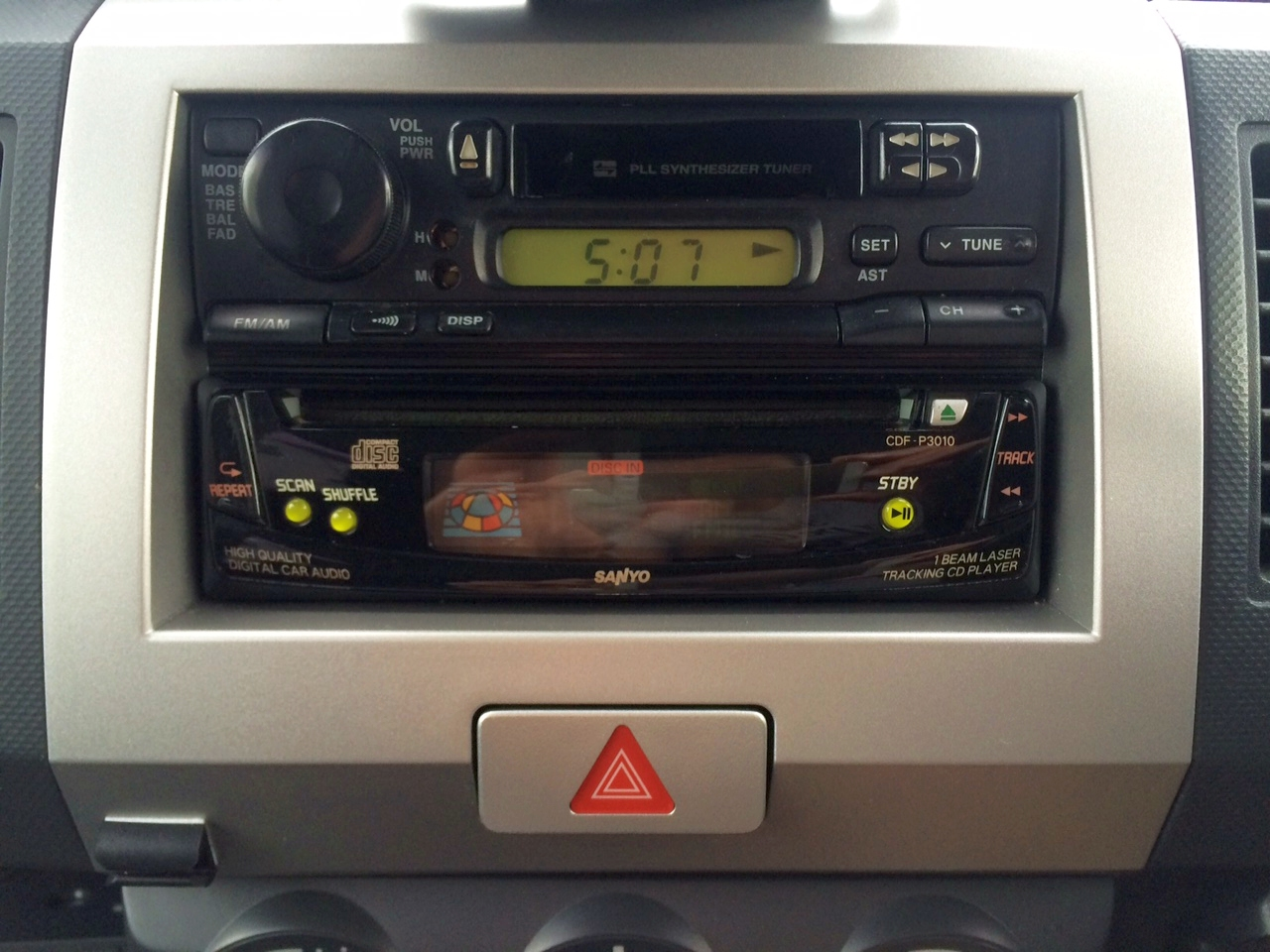
Deux composants simple DIN dans un espace double DIN d'une keijidōsha

On appelle « autoradio de première monte » l'autoradio installé de série en usine par le constructeur du véhicule. Le constructeur automobiles ne s'est pas pour autant improvisé constructeur d'autoradio : les produits installés en première monte, s'ils sont généralement conçus en association avec le constructeur automobile, sont fabriqués par les mêmes sociétés qui proposent des produits de deuxième monte. Même s'ils ne portent aucune marque ou celle du constructeur automobile. Ce principe s'étend à tous les éléments de l'installation autoradio, et en particulier aux haut-parleurs.
L'« autoradio de deuxième monte » est celui qui est installé par le propriétaire du véhicule après son acquisition.

### Hi-Fi embarquée
Il s'agit, comme avec la chaîne Hi-Fi de salon, de restituer la musique avec pour but d'obtenir la meilleure qualité possible. Ces installations peuvent, en fonction des desiderata du propriétaire du véhicule, être utilisées au quotidien ou, au contraire, conçues pour des concours et exhibitions.
Côté matériels employés, on retrouve :
- Des haut-parleurs spécifiques dédiés (subwoofer, woofer, médium et tweeter) ;
- Des amplificateurs audio ;
- Des processeurs de signal numérique.

### Sono
Du simple montage de haut-parleurs en plage arrière aux configurations orientées tuning, le but est double : davantage de grave et davantage de volume sonore.
Parmi les moyens employés, l'adjonction d'un caisson ou d'un haut-parleur de grave de fort diamètre (subwoofer, en anglais) est quasi systématique. Globalement, la recherche est celle de la puissance et de l'impact du grave.

### Concours d'installations car audio
À l'initiative de marques, de revendeurs et d'installateurs, divers concours d'installations car audio ont vu le jour pour promouvoir cette activité. L'organisation la plus connue, IASCA (International Auto Sound Challenge Association), est d'origine américaine et il existe des sections dans le monde entier, dont la France. Des organisations concurrentes ont vu le jour dans divers pays.
Les concours comportent diverses catégories (amateur, professionnel, etc.) et divers types de compétition comme la qualité sonore, la qualité et l'originalité de l'installation. Le concours de pression acoustique est un des plus connus. Dit concours « SPL » (pour « Sound Pressure Level »), il consiste à produire, pendant un court instant, la pression acoustique la plus importante possible à l'intérieur de l'habitacle d'un véhicule. Le record du monde dépasse 180 dB, c'est-à-dire autant qu'un décollage de fusée. La mesure s'effectue avec un sonomètre spécial et un microphone étalonné dans une bande de fréquences limitée au grave et, surtout, sans personne dans le véhicule. Les moyens employés comprennent des subwoofers spécifiques à très forte puissance admissible, des amplificateurs audio, des batteries d'accumulateurs, une insonorisation massive de la carrosserie et divers renforts pouvant doubler le poids du véhicule.

### Galerie

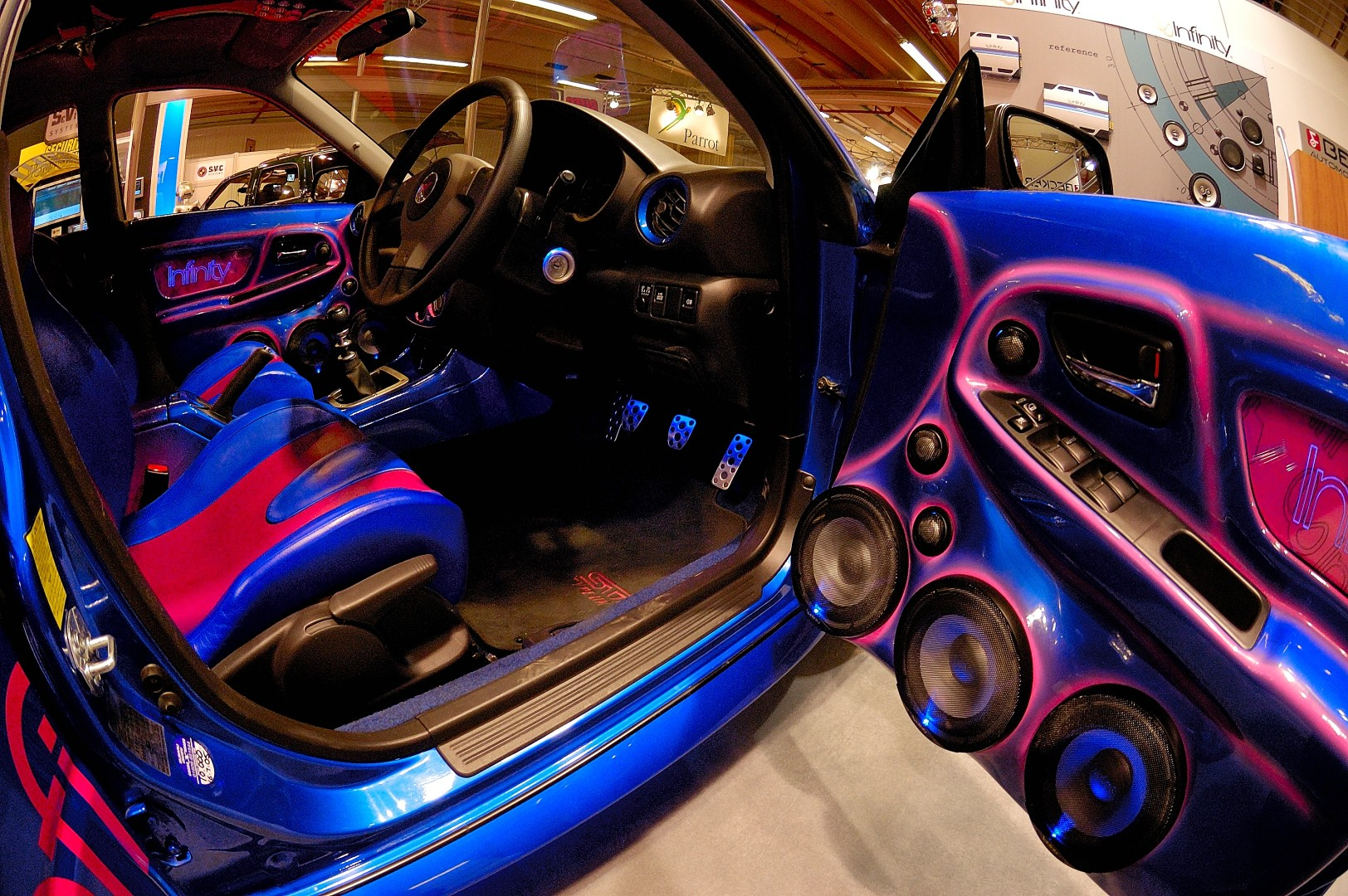
Véhicule de démonstration au Mondial 2004
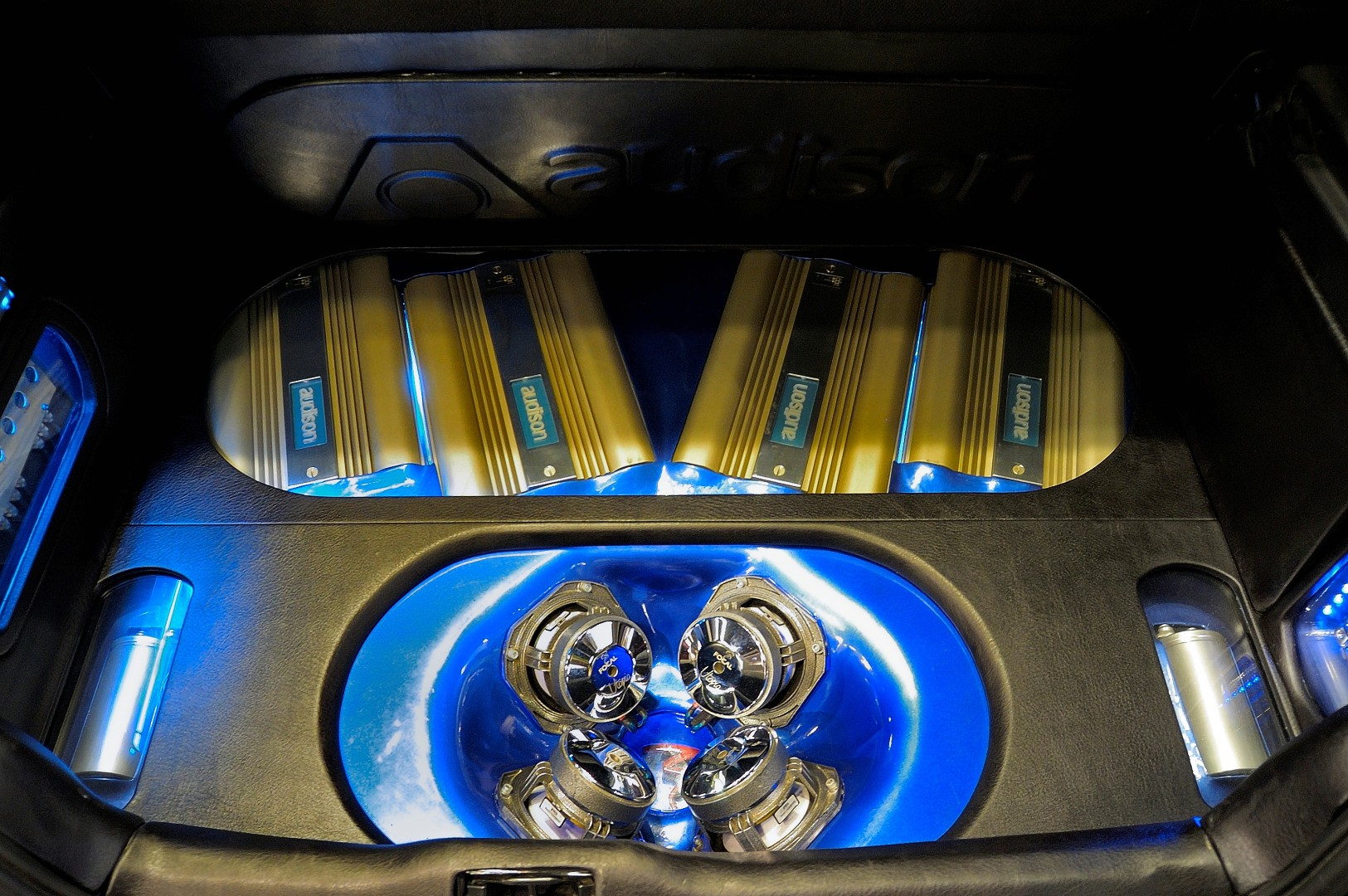
Véhicule de démonstration au Paris Tuning Show 2003
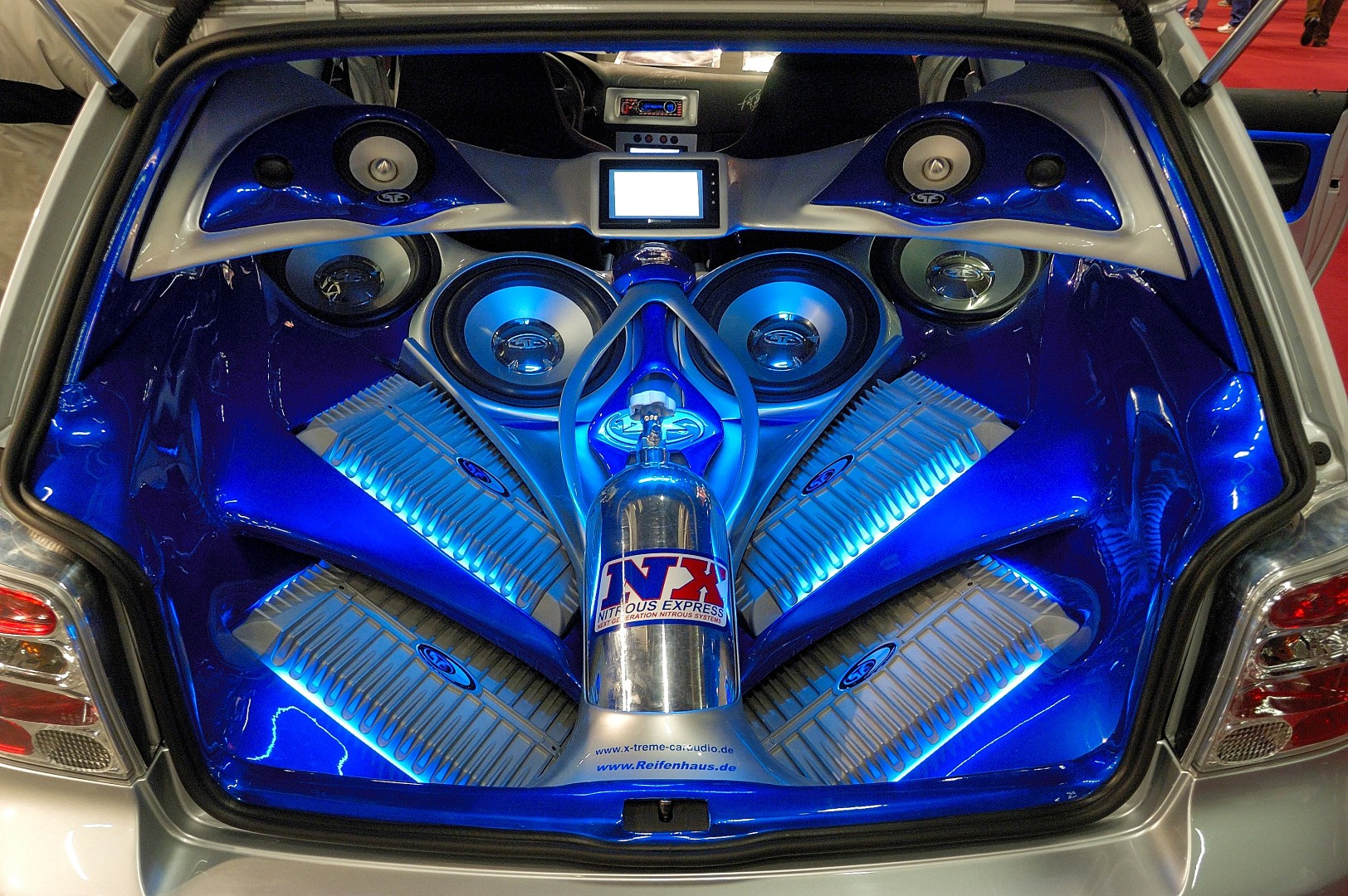
Véhicule de démonstration au Paris Tuning Show 2004

## Médias et expositions

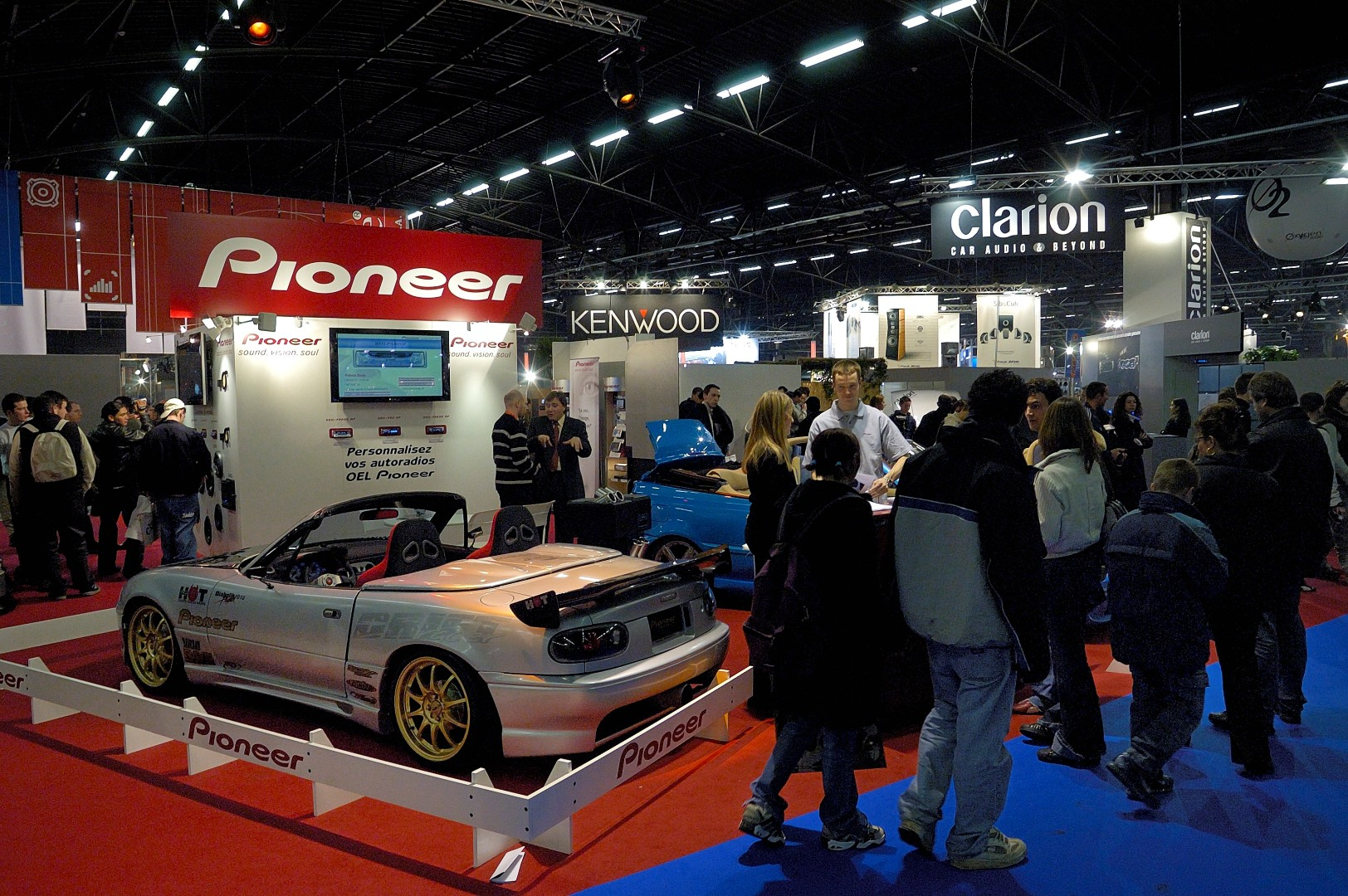
La zone du car audio au Paris Tuning Show 2004

L'autoradio, sous ses différentes déclinaisons, a suscité, avec son développement au cours des années 1980, l'apparition d'une presse spécialisée et aussi de rubriques plus ou moins régulières dans la presse automobile ainsi que dans la presse spécialisée dans le son.
En France, les principales expositions liées au monde de l'automobile, le Mondial de l'automobile de Paris, Equip'Auto, Paris Tuning Show, ont offert une section dédiée au son dans l'automobile, plus ou moins étoffée suivant les époques, avec des stands des principales marques. Auto Stéréo était le principal magazine spécialisé ; apparu au printemps 1980, il a disparu avec le déclin du marché, début 2003. Les autres magazines, comme Auto Son Magazine, ont eu une vie beaucoup plus brève.
Avec le déclin du marché de seconde monte, tout cela a largement disparu et les passionnés ne se retrouvent guère que sur des sites et forums Internet.

## Marques
Liste des principales marques du monde de l'autoradio, classées en deux catégories : les généralistes (grandes marques proposant une offre très complète de tous les types de produits) et les spécialisées (marques plus ou moins importantes spécialisées dans un ou quelques types de produits).
Il existe une multitude de petites marques. Par ailleurs, certaines marques, tout en ayant eu une activité importante, ont quitté le domaine.

### Généralistes
- Alpine
- Blaupunkt
- Clarion
- JVC
- Kenwood
- Philips
- Pioneer
- Sony

### Spécialisées
- Caliber
- Focal
- Infinity
- JBL
- Kicker
- MTX
- Phoenix Gold
- Phonocar
- Rockford-Fosgate